# Великобритания на летних Олимпийских играх 2024
Великобритания на летних Олимпийских играх 2024 года была представлена 331 спортсменом (158 мужчин и 173 женщины) в 27 видах спорта. Спортсмены Великобритании принимали участие во всех Олимпийских играх современности, начиная с 1896 года. Британцы остаются единственной командой, которая выигрывала как минимум одно золото на всех летних Олимпийских играх.
Спортсмены Великобритании завоевали 65 медалей (14 золотых, 22 серебряных, 29 бронзовых). По количеству золотых медалей Великобритания заняла 7-е место, низшее с 2004 года. На последних 4 Олимпиадах (2008, 2012, 2016, 2020) британцы не опускались ниже 4-го места по золотым наградам. Британцы выиграли на 8 золотых меньше, чем на Играх 2020 года. По общему количеству наград британцы заняли третье место и первое среди европейцев, на одну медаль опередив сборную Франции. По общему количеству медалей британцы выступали очень стабильно на Играх 2012—2024 годов, выигрывая каждый раз 64-67 медалей.
Британцы завоевали три золота в академической гребле, по два золота в велоспорте и конном спорте (в конном спорте золото выигрывали только британцы и немцы). В остальных видах спорта они выиграли не более одной золотой медали. В плавании британцы выиграли только одно золото (в мужской эстафете 4×200 метров вольным стилем, в финале плыли те же самые спортсмены, что и на прошлых Играх), тогда как на Играх 2020 года у них было 4 золота. В боксе британцы завоевали только одну бронзу, на Играх 2020 года у них было 6 медалей, включая 2 золота.
Британцы выиграли свои первые олимпийские медали в спортивном скалолазании и синхронном плавании.
Только трековая велогонщица Эмма Финукейн выиграла более двух наград среди британцев, на её счету золото и две бронзу. Она стала первой женщиной из Британии с 1964 года, выигравшей более двух медалей на одних Играх.
Несколько известных британских спортсменов завершили карьеру после Олимпийских игр в Париже, в их числе бывшая первая ракетка мира по теннису Энди Маррей, прыгун в воду Том Дейли, гимнаст Макс Уитлок.

## Медали
| Медаль  | Спортсмен(ы) | Вид спорта              | Дисциплина                           | Дата       |
| ------- | --- | ----------------------- | ------------------------------------ | ---------- |
| Золото  | Розалинд Кантер Том Макъюэн Лора Коллетт                                                                                          | Конный спорт            | Командное троеборье                  | 29 июля    |
| Золото  | Том Пидкок | Велоспорт               | Маунтинбайк, кросс-кантри            | 29 июля    |
| Золото  | Натан Хейлс | Стрельба                | Трап                                 | 30 июля    |
| Золото  | Джеймс Гай Томас Дин Мэттью Ричардс Данкан Скотт Джек Макмиллан Киран Бёрд                                                        | Плавание                | Эстафета 4×200 метров вольным стилем | 30 июля    |
| Золото  | Лорин Генри Ханна Скотт Лола Андерсон Джорджина Брейшоу                                                                           | Академическая гребля    | Четвёрки парные                      | 31 июля    |
| Золото  | Алекс Йи | Триатлон                | Личные соревнования                  | 31 июля    |
| Золото  | Эмили Крэйг Имоджен Грант | Академическая гребля    | Двойки парные, лёгкий вес            | 2 августа  |
| Золото  | Скотт Браш Гарри Чарльз Бен Маэр                                                                                                  | Конный спорт            | Командный конкур                     | 2 августа  |
| Золото  | Бриони Пейдж | Прыжки на батуте        | Прыжки на батуте                     | 2 августа  |
| Золото  | Джейкоб Доусон Морган Болдинг Рори Гиббс Шолто Карнеги Чарльз Элвес Томас Дигби Джеймс Рудкин Томас Форд Гарри Брайтмор (рулевой) | Академическая гребля    | Восьмёрки                            | 3 августа  |
| Золото  | Кэти Марчант Софи Кейпвелл Эмма Финукейн                                                                                          | Велоспорт               | Трек, командный спринт               | 5 августа  |
| Золото  | Кили Ходжкинсон | Лёгкая атлетика         | Бег на 800 метров                    | 5 августа  |
| Золото  | Элеанор Олдридж | Парусный спорт          | Формула Кайт                         | 8 августа  |
| Золото  | Тоби Робертс | Спортивное скалолазание | Комбинация                           | 9 августа  |
| Серебро | Анна Хендерсон | Велоспорт               | Шоссе, гонка с раздельным стартом    | 27 июля    |
| Серебро | Адам Пити | Плавание                | 100 метров брассом                   | 28 июля    |
| Серебро | Адам Бёрджесс | Гребной слалом          | Каноэ-одиночки                       | 29 июля    |
| Серебро | Том Дейли Ноа Уильямс | Прыжки в воду           | Синхронная вышка, 10 метров          | 29 июля    |
| Серебро | Мэттью Ричардс | Плавание                | 200 метров вольным стилем            | 29 июля    |
| Серебро | Эсме Бут Саманта Редгрейв Хелен Гловер Ребекка Шортен                                                                             | Академическая гребля    | Четвёрки распашные                   | 1 августа  |
| Серебро | Оливер Уинн-Гриффит Томас Джордж                                                                                                  | Академическая гребля    | Двойки распашные                     | 2 августа  |
| Серебро | Бенджамин Прауд | Плавание                | 50 метров вольным стилем             | 2 августа  |
| Серебро | Данкан Скотт | Плавание                | 200 метров комплексным плаванием     | 2 августа  |
| Серебро | Киран Райли | Велоспорт               | ВМХ-фристайл                         | 31 июля    |
| Серебро | Эмбер Раттер | Стрельба                | Скит                                 | 4 августа  |
| Серебро | Томми Флитвуд | Гольф                   | Гольф                                | 4 августа  |
| Серебро | Джозеф Кларк | Гребной слалом          | Байдарки-кросс                       | 5 августа  |
| Серебро | Джек Карлин Хэмиш Тернбулл Эд Лоуи                                                                                                | Велоспорт               | Трек, командный спринт               | 6 августа  |
| Серебро | Джош Керр | Лёгкая атлетика         | Бег на 1500 метров                   | 6 августа  |
| Серебро | Итан Хейтер Дэниел Бигем Чарли Тэнфилд Итан Вернон Оливер Вуд                                                                     | Велоспорт               | Трек, командное преследование        | 7 августа  |
| Серебро | Мэттью Хадсон-Смит | Лёгкая атлетика         | Бег на 400 метров                    | 7 августа  |
| Серебро | Элинор Баркер Ниа Эванс | Велоспорт               | Трек, мэдисон                        | 9 августа  |
| Серебро | Дина Эшер-Смит Дезири Хенри Эми Хант Имани-Лара Лансиквот Дэрилл Нейта Бьянка Уильямс                                             | Лёгкая атлетика         | Эстафета 4×100 метров                | 9 августа  |
| Серебро | Катарина Джонсон-Томпсон | Лёгкая атлетика         | Семиборье                            | 9 августа  |
| Серебро | Кейт Шортман Изабель Торп | Синхронное плавание     | Дуэты                                | 10 августа |
| Серебро | Кейден Каннингем | Тхэквондо               | Свыше 80 кг                          | 10 августа |
| Бронза  | Ясмин Харпер Скарлетт Мью Дженсен                                                                                                 | Прыжки в воду           | Синхронный трамплин, 3 метра         | 27 июля    |
| Бронза  | Кимберли Вудс | Гребной слалом          | Байдарки-одиночки                    | 28 июля    |
| Бронза  | Лора Коллетт | Конный спорт            | Личное троеборье                     | 29 июля    |
| Бронза  | Бет Поттер | Триатлон                | Личные соревнования                  | 31 июля    |
| Бронза  | Андреа Спендолини-Сириэкс Луис Тоулсон                                                                                            | Прыжки в воду           | Синхронная вышка, 10 метров          | 31 июля    |
| Бронза  | Матильда Ходжкинс-Бирн Ребекка Уайлд                                                                                              | Академическая гребля    | Двойки парные                        | 1 августа  |
| Бронза  | Оливер Уилкс Дэвид Эмблер Мэтт Олдридж Фредди Дэвидсон                                                                            | Академическая гребля    | Четвёрки распашные                   | 1 августа  |
| Бронза  | Энтони Хардинг Джек Ло | Прыжки в воду           | Синхронный трамплин, 3 метра         | 2 августа  |
| Бронза  | Бекки Муди Шарлотта Фрай Карл Хестер                                                                                              | Конный спорт            | Командная выездка                    | 3 августа  |
| Бронза  | Холли Данфорд Энни Кэмпбелл-Орд Эмили Форд Лорен Ирвин Хайди Лонг Роуэн Макеллар Ив Стюарт Харриет Тейлор Генри Филдмен (рулевой) | Академическая гребля    | Восьмёрки                            | 3 августа  |
| Бронза  | Джейк Джарман | Спортивная гимнастика   | Вольные упражнения                   | 3 августа  |
| Бронза  | Сэмюэл Рирдон Лавиаи Нильсен Алекс Хэйдок-Уилсон Амбер Аннинг Николь Яргин                                                        | Лёгкая атлетика         | Смешанная эстафета 4×400 метров      | 3 августа  |
| Бронза  | Эмма Уилсон | Парусный спорт          | IQFoil                               | 3 августа  |
| Бронза  | Гарри Хепворт | Спортивная гимнастика   | Опорный прыжок                       | 4 августа  |
| Бронза  | Шарлотта Фрай | Конный спорт            | Личная выездка                       | 4 августа  |
| Бронза  | Кимберли Вудс | Гребной слалом          | Байдарки-кросс                       | 5 августа  |
| Бронза  | Алекс Йи Джорджия Тейлор-Браун Сэм Дикинсон Бет Поттер                                                                            | Триатлон                | Смешанная эстафета                   | 5 августа  |
| Бронза  | Льюис Ричардсон | Бокс                    | 71 кг                                | 6 августа  |
| Бронза  | Скай Браун | Скейтбординг            | Парк                                 | 6 августа  |
| Бронза  | Элинор Баркер Джози Найт Анна Моррис Джессика Робертс                                                                             | Велоспорт               | Трек, командное преследование        | 8 августа  |
| Бронза  | Эмма Финукейн | Велоспорт               | Трек, кейрин                         | 8 августа  |
| Бронза  | Джек Карлин | Велоспорт               | Трек, индивидуальный спринт          | 9 августа  |
| Бронза  | Джеремия Азу Луи Хинчлифф Зарнел Хьюз Ричард Килти Нетаниел Митчелл-Блэйк                                                         | Лёгкая атлетика         | Эстафета 4×100 метров                | 9 августа  |
| Бронза  | Джорджия Белл | Лёгкая атлетика         | Бег на 1500 метров                   | 10 августа |
| Бронза  | Льюис Дэви Чарли Добсон Тоби Харрис Алекс Хэйдок-Уилсон Мэттью Хадсон-Смит Сэмюэл Рирдон                                          | Лёгкая атлетика         | Эстафета 4×400 метров                | 10 августа |
| Бронза  | Амбер Аннинг Йеми Мэри Джон Ханна Келли Лавиаи Нильсен Виктория Охуруогу Лина Нильсен Джоди Уильямс Николь Яргин                  | Лёгкая атлетика         | Эстафета 4×400 метров                | 10 августа |
| Бронза  | Ноа Уильямс | Прыжки в воду           | Вышка, 10 метров                     | 10 августа |
| Бронза  | Эмма Финукейн | Велоспорт               | Трек, индивидуальный спринт          | 11 августа |
| Бронза  | Эмили Кэмпбелл | Тяжёлая атлетика        | Свыше 81 кг                          | 11 августа |

| Вид спорта                  | 1  | 2  | 3  | Всего |
| Велоспорт                   | 2  | 5  | 4  | 11    |
| Лёгкая атлетика             | 1  | 4  | 5  | 10    |
| Академическая гребля        | 3  | 2  | 3  | 8     |
| Конный спорт                | 2  | 0  | 3  | 5     |
| Плавание                    | 1  | 4  | 0  | 5     |
| Прыжки в воду               | 0  | 1  | 4  | 5     |
| Гребля на байдарках и каноэ | 0  | 2  | 2  | 4     |
| Триатлон                    | 1  | 0  | 2  | 3     |
| Стрельба                    | 1  | 1  | 0  | 2     |
| Парусный спорт              | 1  | 0  | 1  | 2     |
| Гимнастика спортивная       | 0  | 0  | 2  | 2     |
| Прыжки на батуте            | 1  | 0  | 0  | 1     |
| Спортивное скалолазание     | 1  | 0  | 0  | 1     |
| Синхронное плавание         | 0  | 1  | 0  | 1     |
| Гольф                       | 0  | 1  | 0  | 1     |
| Тхэквондо                   | 0  | 1  | 0  | 1     |
| Бокс                        | 0  | 0  | 1  | 1     |
| Скейтбординг                | 0  | 0  | 1  | 1     |
| Тяжёлая атлетика            | 0  | 0  | 1  | 1     |
| Всего                       | 14 | 22 | 29 | 65    |

| Медали по датам | Медали по датам | Медали по датам | Медали по датам | Медали по датам | Медали по датам |
| --------------- | --------------- | --------------- | --------------- | --------------- | --------------- |
| Дата            | 1               | 2               | 3               | Всего           |                 |
| 27 июля         | 0               | 1               | 1               | 2               |                 |
| 28 июля         | 0               | 1               | 1               | 2               |                 |
| 29 июля         | 2               | 3               | 1               | 6               |                 |
| 30 июля         | 2               | 0               | 0               | 2               |                 |
| 31 июля         | 2               | 1               | 2               | 5               |                 |
| 1 августа       | 0               | 1               | 2               | 3               |                 |
| 2 августа       | 3               | 3               | 1               | 7               |                 |
| 3 августа       | 1               | 0               | 5               | 6               |                 |
| 4 августа       | 0               | 2               | 2               | 4               |                 |
| 5 августа       | 2               | 1               | 2               | 5               |                 |
| 6 августа       | 0               | 2               | 2               | 4               |                 |
| 7 августа       | 0               | 2               | 1               | 3               |                 |
| 8 августа       | 1               | 0               | 1               | 2               |                 |
| 9 августа       | 1               | 3               | 2               | 6               |                 |
| 10 августа      | 0               | 2               | 4               | 6               |                 |
| 11 августа      | 0               | 0               | 2               | 2               |                 |
| Всего           | 14              | 22              | 29              | 65              |                 |

| Медали по полу | Медали по полу | Медали по полу | Медали по полу | Медали по полу |
| -------------- | -------------- | -------------- | -------------- | -------------- |
| Пол            | 1              | 2              | 3              | Всего          |
| Мужчины        | 7              | 15             | 9              | 31             |
| Женщины        | 6              | 7              | 17             | 30             |
| Микст          | 1              | 0              | 3              | 4              |
| Всего          | 14             | 22             | 29             | 65             |

| Мультимедалисты     | Мультимедалисты             | Мультимедалисты | Мультимедалисты | Мультимедалисты | Мультимедалисты | Мультимедалисты |
| ------------------- | --------------------------- | --------------- | --------------- | --------------- | --------------- | --------------- |
| Спортсмен           | Вид спорта                  | 1               | 2               | 3               | Всего           |                 |
| Эмма Финукейн       | Велоспорт                   | 1               | 0               | 2               | 3               |                 |
| Мэттью Ричардс      | Плавание                    | 1               | 1               | 0               | 2               |                 |
| Данкан Скотт        | Плавание                    | 1               | 1               | 0               | 2               |                 |
| Алекс Йи            | Триатлон                    | 1               | 0               | 1               | 2               |                 |
| Лора Коллетт        | Конный спорт                | 1               | 0               | 1               | 2               |                 |
| Элинор Баркер       | Велоспорт                   | 0               | 1               | 1               | 2               |                 |
| Джек Карлин         | Велоспорт                   | 0               | 1               | 1               | 2               |                 |
| Ноа Уильямс         | Прыжки в воду               | 0               | 1               | 1               | 2               |                 |
| Мэттью Хадсон-Смит  | Лёгкая атлетика             | 0               | 1               | 1               | 2               |                 |
| Амбер Аннинг        | Лёгкая атлетика             | 0               | 0               | 2               | 2               |                 |
| Кимберли Вудс       | Гребля на байдарках и каноэ | 0               | 0               | 2               | 2               |                 |
| Лавиаи Нильсен      | Лёгкая атлетика             | 0               | 0               | 2               | 2               |                 |
| Бет Поттер          | Триатлон                    | 0               | 0               | 2               | 2               |                 |
| Сэмюэл Рирдон       | Лёгкая атлетика             | 0               | 0               | 2               | 2               |                 |
| Шарлотта Фрай       | Конный спорт                | 0               | 0               | 2               | 2               |                 |
| Алекс Хэйдок-Уилсон | Лёгкая атлетика             | 0               | 0               | 2               | 2               |                 |
| Николь Яргин        | Лёгкая атлетика             | 0               | 0               | 2               | 2               |                 |

## Квалификация
| № п/п | Вид спорта                  | Мужчины        | Мужчины                | Женщины        | Женщины                | Всего          | Всего                  |
| № п/п | Вид спорта                  | Завоевано квот | Количество спортсменов | Завоевано квот | Количество спортсменов | Завоевано квот | Количество спортсменов |
| ----- | --------------------------- | -------------- | ---------------------- | -------------- | ---------------------- | -------------- | ---------------------- |
| 1     | Академическая гребля        | 4              | 20                     | 6              | 22                     | 10             | 42                     |
| 2     | Бадминтон                   | 1              | 2                      | 1              | 1                      | 2              | 3                      |
| 3     | Бокс                        | 3              | 3                      | 3              | 3                      | 6              | 6                      |
| 4     | Велоспорт                   | 18             | 17                     | 18             | 16                     | 34             | 33                     |
| 5     | Гимнастика спортивная       | 5              | 5                      | 5              | 5                      | 10             | 10                     |
| 6     | Гольф                       | 2              | 2                      | 2              | 2                      | 4              | 4                      |
| 7     | Гребля на байдарках и каноэ | 3              | 2                      | 3              | 2                      | 6              | 4                      |
| 8     | Дзюдо                       |                |                        | 5              | 5                      | 5              | 5                      |
| 9     | Конный спорт                | 5              | 5                      | 4              | 4                      | 12             | 9                      |
| 10    | Лёгкая атлетика             | 27             | 29                     | 32             | 34                     | 62             | 63                     |
| 11    | Настольный теннис           | 1              | 1                      | 1              | 1                      | 2              | 2                      |
| 12    | Парусный спорт              | 4              | 7                      | 4              | 7                      | 10             | 14                     |
| 13    | Плавание                    | 23             | 19                     | 18             | 14                     | 42             | 33                     |
| 14    | Прыжки в воду               | 6              | 6                      | 6              | 5                      | 12             | 11                     |
| 15    | Прыжки на батуте            | 1              | 1                      | 2              | 2                      | 3              | 3                      |
| 16    | Регби-7                     |                |                        | 1              | 12                     | 1              | 12                     |
| 17    | Синхронное плавание         |                |                        | 1              | 2                      | 1              | 2                      |
| 18    | Скейтбординг                | 1              | 1                      | 2              | 2                      | 3              | 3                      |
| 19    | Современное пятиборье       | 2              | 2                      | 2              | 2                      | 4              | 4                      |
| 20    | Спортивное скалолазание     | 2              | 2                      | 2              | 2                      | 4              | 4                      |
| 21    | Стрельба                    | 4              | 3                      | 4              | 3                      | 9              | 6                      |
| 22    | Стрельба из лука            | 3              | 3                      | 3              | 3                      | 6              | 6                      |
| 23    | Теннис                      | 5              | 6                      | 2              | 2                      | 8              | 8                      |
| 24    | Триатлон                    | 2              | 2                      | 3              | 3                      | 5              | 5                      |
| 25    | Тхэквондо                   | 2              | 2                      | 2              | 2                      | 4              | 4                      |
| 26    | Тяжёлая атлетика            |                |                        | 1              | 1                      | 1              | 1                      |
| 27    | Хоккей на траве             | 1              | 18                     | 1              | 16                     | 2              | 34                     |
|       | ИТОГО                       | 125            | 158                    | 134            | 173                    | 268            | 331                    |

## Состав команды
Академическая гребля
1. Оливер Уинн-Гриффит[англ.]
2. Томас Джордж[англ.]
3. Оливер Уилкс[англ.]
4. Дэвид Эмблер[англ.]
5. Мэтт Олдридж[англ.]
6. Фредди Дэвидсон[англ.]
7. Каллум Диксон
8. Грэм Томас[англ.]
9. Мэтт Хейвуд
10. Том Баррас
11. Джейкоб Доусон
12. Морган Болдинг
13. Рори Гиббс
14. Шолто Карнеги
15. Чарльз Элвес
16. Томас Дигби
17. Джеймс Рудкин
18. Томас Форд
19. Гарри Брайтмор
20. Генри Филдмен
21. Хлоя Брю[англ.]
22. Ребекка Эвардс[англ.]
23. Матильда Ходжкинс-Бирн[англ.]
24. Бекки Уайлд[англ.]
25. Эмили Крейг[англ.]
26. Имоджен Грант[англ.]
27. Эсме Бут[англ.]
28. Саманта Редгрейв[англ.]
29. Хелен Гловер
30. Ребекка Шортен[англ.]
31. Лорин Генри
32. Ханна Скотт
33. Лола Андерсон
34. Джорджина Брейшоу
35. Холли Данфорд
36. Анни Кемпбелл-Орд
37. Эмили Форд
38. Лорин Ирвин
39. Хейди Лонг
40. Рован Макеллар
41. Ева Стюарт
42. Харриет Тейлор

 Бадминтон
1. Бен Лейн[англ.]
2. Шон Венди[англ.]
3. Кирсти Гилмур[англ.]

 Бокс
1. Льюис Ричардсон[англ.]
2. Патрик Браун
3. Делишес Ори
4. Чарли Дэвисон[англ.]
5. Роузи Экклз
6. Шантель Рид[англ.]

Велоспорт
 Шоссе
1. Том Пидкок[англ.]
2. Джош Тарлинг[англ.]
3. Стивен Уильямс
4. Фред Райт
5. Элизабет Дейнан
6. Анна Хендерсон
7. Пфейффер Джорджи[англ.]
8. Анна Моррис

 Трек
1. Джек Карлин
2. Эд Лоув[англ.]
3. Хэмиш Тёрнбулл[англ.]
4. Дэниел Бигем
5. Итан Хейтер
6. Чарли Тэнфилд
7. Итан Вернон
8. Оливер Вуд
9. Марк Стюарт[англ.]
10. Софи Кэпвелл[англ.]
11. Эмма Финукейн
12. Кэти Марчант
13. Элинор Баркер
14. Джози Найт[англ.]
15. Анна Моррис
16. Джессика Робертс
17. Ниа Эванс

 Маунтинбайк
1. Чарли Олдридж[англ.]
2. Том Пидкок[англ.]
3. Элла Маклин-Хауэлл[англ.]
4. Эви Ричардс[англ.]

 BMX-фристайл
1. Киран Рейлли[англ.]
2. Шарлотта Уортингтон[англ.]

 BMX-гонки
1. Кай Уайт[англ.]
2. Бет Шривер[англ.]

Гимнастика
 Гимнастика спортивная
1. Джо Фрейзер[англ.]
2. Гарри Хепворт[англ.]
3. Джейк Джерман[англ.]
4. Люк Уайтхаус[англ.]
5. Макс Уитлок
6. Ребекка Дауни[англ.]
7. Руби Эванс[англ.]
8. Джорджия-Мэй Фентон[англ.]
9. Элис Кинселла
10. Эбигейл Мартин[англ.]

 Гольф
1. Мэтт Фитцпатрик[англ.]
2. Томми Флитвуд[англ.]
3. Чарли Халл[англ.]
4. Джорджия Холл[англ.]

Гребля на байдарках и каноэ
 Гребной слалом
1. Адам Бёрджесс[англ.]
2. Джозеф Кларк
3. Мэллори Франклин[англ.]
4. Кимберли Вудс[англ.]

 Дзюдо
1. Челси Джайлс
2. Леле Нэрн[англ.]
3. Люси Реншалл[англ.]
4. Кэти-Джемайма Йейтс-Браун[англ.]
5. Эмма Рид[англ.]

 Конный спорт
1. Карл Хестер[англ.]
2. Том Макъюэн
3. Скотт Браш[англ.]
4. Гарри Чарльз[англ.]
5. Бен Маэр[англ.]
6. Бекки Муди[англ.]
7. Шарлотта Фрай[англ.]
8. Розалинд Кантер
9. Лора Коллетт

 Лёгкая атлетика
1. Зарнел Хьюз
2. Джеремия Азу[англ.]
3. Луи Хинчлифф[англ.]
4. Мэттью Хадсон-Смит
5. Чарли Добсон[англ.]
6. Макс Бёргин[англ.]
7. Бен Паттисон
8. Эллиот Джайлс
9. Нил Гурли[англ.]
10. Джош Керр
11. Джордж Миллc[англ.]
12. Сэм Аткин[англ.]
13. Патрик Девер[англ.]
14. Таде Оджора[англ.]
15. Аластер Чалмерс[англ.]
16. Эмиль Кейресс[англ.]
17. Филип Сеземан[англ.]
18. Махамед Махамед[англ.]
19. Каллум Уилкинсон[англ.]
20. Джейкоб Финчем-Дьюкс[англ.]
21. Скотт Линкольн[англ.]
22. Николас Перси[англ.]
23. Лоуренс Окойе[англ.]
24. Ричард Килти
25. Нетаниел Митчелл-Блэйк
26. Льюис Дэви[англ.]
27. Тоби Харрис[англ.]
28. Алекс Хэйдок-Уилсон[англ.]
29. Сэмюэл Рирдон[англ.]
30. Дина Эшер-Смит
31. Имани-Лара Лансиквот
32. Дэрилл Нейта
33. Бьянка Уильямс
34. Лавиаи Нильсен
35. Амбер Аннинг[англ.]
36. Виктория Охуруогу[англ.]
37. Фиби Джилл[англ.]
38. Кили Ходжкинсон
39. Джемма Рики[англ.]
40. Джорджия Белл[англ.]
41. Лора Мьюр
42. Реви Уолкотт-Нолан[англ.]
43. Меган Кейт[англ.]
44. Эйлиш Макколган
45. Синди Сембер[англ.]
46. Джесси Найт[англ.]
47. Лина Нильсен[англ.]
48. Эйми Пратт[англ.]
49. Элизабет Бёрд[англ.]
50. Роуз Харви[англ.]
51. Калли Хаугер-Тэкери[англ.]
52. Клара Эванс[англ.]
53. Морган Лейк[англ.]
54. Молли Кодери[англ.]
55. Холли Брэдшоу
56. Катарина Джонсон-Томпсон
57. Джейд О’Дауда[англ.]
58. Эми Хант[англ.]
59. Дезири Хенри
60. Йеми Мэри Джон[англ.]
61. Ханна Келли[англ.]
62. Джоди Уильямс
63. Николь Яргин[англ.]

 Настольный теннис
1. Лиам Питчфорд[англ.]
2. Анна Хёрси[англ.]

 Парусный спорт
1. Сэм Силлз[англ.]
2. Коннор Бенйбридж[англ.]
3. Майкл Бекетт[англ.]
4. Джеймс Питерс[англ.]
5. Финн Стерритт[англ.]
6. Крис Грубе[англ.]
7. Джон Гимсон[англ.]
8. Эмма Уилсон[англ.]
9. Элеонор Олдбридж[англ.]
10. Ханна Шеллгроув[англ.]
11. Фрейя Блэк[англ.]
12. Саския Тиди[англ.]
13. Вита Хиткоут[англ.]
14. Анна Бёрнет[англ.]

 Плавание
1. Бенджамин Прауд
2. Александр Кохун[англ.]
3. Мэттью Ричардс
4. Джейкоб Уиттл[англ.]
5. Данкан Скотт
6. Киран Бёрд[англ.]
7. Даниэль Джервис[англ.]
8. Оливер Морган[англ.]
9. Джонатон Маршалл[англ.]
10. Люк Гринбанк
11. Адам Пити
12. Джеймс Уилби
13. Джеймс Гай
14. Томас Дин
15. Макс Литчфилд
16. Джек Макмиллан[англ.]
17. Джо Литчфилд[англ.]
18. Гектор Парду[англ.]
19. Тоби Робинсон[англ.]
20. Анна Хопкин
21. Кэтлин Доусон
22. Меди Харрис[англ.]
23. Хани Осрин[англ.]
24. Кати Шенехен[англ.]
25. Ангарад Эванс[англ.]
26. Кианна Макиннес[англ.]
27. Лора Стивенс[англ.]
28. Эбби Вуд
29. Фрея Колберт[англ.]
30. Фрея Андерсон
31. Ева Окаро[англ.]
32. Люси Хоуп[англ.]
33. Леа Крисп[англ.]

 Прыжки в воду
1. Энтони Гардинг[англ.]
2. Джек Ло
3. Джордан Хоулден[англ.]
4. Том Дейли
5. Ноа Уильямс
6. Кайл Котари[англ.]
7. Ясмин Харпер
8. Скарлетт Мью Дженсен
9. Грейс Рид
10. Андреа Спендолини-Сирьекс[англ.]
11. Лоис Тулсон[англ.]

 Прыжки на батуте
1. Зак Перзаманос[англ.]
2. Бриони Пейдж
3. Изабелла Сонгхёрст[англ.]

 Регби-7
1. Эми Уилсон-Харди
2. Элли Ботмен[англ.]
3. Элли Килданн[англ.]
4. Эмма Урен[англ.]
5. Грейс Кромптон[англ.]
6. Хитер Коуэлл[англ.]
7. Исла Норман-Белл[англ.]
8. Джейд Шекеллс[англ.]
9. Джасмин Джойс
10. Лорен Торли[англ.]
11. Лиза Томсон[англ.]
12. Меган Джонс[англ.]

 Синхронное плавание
1. Кейт Шортман[англ.]
2. Изабелла Торп[англ.]

 Скейтбординг
1. Энди Макдональд[англ.]
2. Скай Браун
3. Лола Тэмблинг[англ.]

 Современное пятиборье
1. Джозеф Чунг[англ.]
2. Чарли Браун[англ.]
3. Кейт Френч[англ.]
4. Керенца Бризон[англ.]

 Спортивное скалолазание
1. Тоби Робертс
2. Хамиш Макартур[англ.]
3. Эрин Макнис[англ.]
4. Молли Томпсон-Смит[англ.]

 Стрельба
1. Майкл Барджерон[англ.]
2. Натан Хейлc[англ.]
3. Мэттью Ковард-Холли[англ.]
4. Шинейд Макинтош[англ.]
5. Люси Холл[англ.]
6. Эмбер Раттер[англ.]

 Стрельба из лука
1. Конор Холл[англ.]
2. Том Холл
3. Алекс Уайз[англ.]
4. Меган Хейверс[англ.]
5. Пенни Хили[англ.]
6. Брайони Питман

 Теннис
1. Кэмерон Норри
2. Дэниел Эванс
3. Энди Маррей
4. Джек Дрейпер
5. Джо Солсбери
6. Нил Скупски
7. Кэти Боултер
8. Хезер Уотсон

 Триатлон
1. Алекс Йи[англ.]
2. Сэм Дикинсон[англ.]*
3. Бет Поттер[англ.]
4. Джорджия Тейлор-Браун
5. Кейт Во[англ.]

 Тхэквондо
1. Брэдли Синден
2. Кейден Каннингем
3. Джейд Джонс
4. Ребекка Макгоуэн

 Тяжёлая атлетика
1. Эмили Кэмпбелл

 Хоккей на траве
1. Ник Парк[англ.]
2. Джек Уоллер[англ.]
3. Джвид Эймс[англ.]
4. Джейкоб Дрейпер
5. Захари Уоллес[англ.]
6. Руперт Шипперли[англ.]
7. Сэм Уорд[англ.]
8. Джеймс Элбери[англ.]
9. Фил Ропер[англ.]
10. Дэвид Гудфилд[англ.]
11. Олли Пэйн[англ.]
12. Лиам Сэнфорд[англ.]
13. Ли Мортон[англ.]
14. Том Сорсби[англ.]
15. Конор Уильямсон[англ.]
16. Уилл Калнан[англ.]
17. Тим Нёрс[англ.]
18. Гарет Фурлонг[англ.]
19. Лора Роупер
20. Анна Томан[англ.]
21. Ханна Френч[англ.]
22. Сара Джонс
23. Эми Костелло[англ.]
24. Сара Робертсон[англ.]
25. Шарлотта Уотсон[англ.]
26. Тесса Говард[англ.]
27. Изабелла Петтер[англ.]
28. Джизель Энсли
29. Холли Уэбб
30. Фиона Крэклс[англ.]
31. Софи Гамильтон[англ.]
32. Лили Оусли
33. Флора Пил[англ.]
34. Мириам Притчард[англ.]

## Академическая гребля
Великобритания завоевала девять квот на участие в соревнованиях по академической гребле на Чемпионате мира по академической гребле 2023 года в Белграде, Сербия и одну квоту на Финальной квалификационной регате 2024 года в Люцерне, Швейцария.
Мужчины
| Спортсмен | Дисциплина         | Заезд   | Заезд    | Утеш. заезд | Утеш. заезд | Полуфиналы | Полуфиналы | Финалы  | Финалы |
| Спортсмен | Дисциплина         | Время   | Место    | Время       | Место       | Время      | Место      | Время   | Место  |
| --- | ------------------ | ------- | -------- | ----------- | ----------- | ---------- | ---------- | ------- | ------ |
| Оливер Уинн-Гриффит Томас Джордж                                                                                               | Двойки распашные   | 6.33,88 | 1 Q SA/B | —           | —           | 6.31,56    | 2 Q FA     | 6.24,11 | 2      |
| Оливер Уилкс Дэвид Эмблер Мэтт Олдридж Фредди Дэвидсон                                                                         | Четвёрки распашные | 6.05,63 | 2 Q FA   | —           | —           | —          | —          | 5.52,42 | 3      |
| Каллум Диксон Грэм Томас Мэтт Хейвуд Том Баррас                                                                                | Четвёрки парные    | 5.44,82 | 2 Q FA   | —           | —           | —          | —          | 5.46,51 | 4      |
| Джейкоб Доусон Морган Болдинг Рори Гиббс Шолто Карнеги Чарльз Элвес Томас Дигби Джеймс Рудкин Томас Форд Гарри Брайтмор (рул.) | Восьмёрки          | 5.37,04 | 1 Q FA   | —           | —           | —          | —          | 5.22,88 | 1      |

Женщины
| Спортсмен | Дисциплина               | Заезд   | Заезд    | Утеш. заезд | Утеш. заезд | Полуфиналы | Полуфиналы | Финалы  | Финалы |
| Спортсмен | Дисциплина               | Время   | Место    | Время       | Место       | Время      | Место      | Время   | Место  |
| --- | ------------------------ | ------- | -------- | ----------- | ----------- | ---------- | ---------- | ------- | ------ |
| Хлоя Брю Ребекка Эвардс | Двойки распашные         | 7.29,70 | 4 R      | 7.37,11     | 3 Q SA/B    | 7.28,76    | 5 Q FB     | 7.16,02 | 12     |
| Матильда Ходжкинс-Бирн Бекки Уайлд                                                                                              | Двойки парные            | 6.52,31 | 2 Q SA/B | —           | —           | 6.51,82    | 2 Q FA     | 6.53,22 | 3      |
| Эмили Крейг Имоджен Грант | Двойки парные, легковесы | 7.04,20 | 1 Q SA/B | —           | —           | 6.59,79    | 1 Q FA     | 6.47,06 | 1      |
| Эсме Бут Саманта Редгрейв Хелен Гловер Ребекка Шортен                                                                           | Четвёрки распашные       | 6.42,57 | 1 Q FA   | —           | —           | —          | —          | 6.27,31 | 2      |
| Лорин Генри Ханна Скотт Лола Андерсон Джорджина Брейшоу                                                                         | Четвёрки парные          | 6.13,35 | 1 Q FA   | —           | —           | —          | —          | 6.16,31 | 1      |
| Холли Данфорд Анни Кемпбелл-Орд Эмили Форд Лорин Ирвин Хейди Лонг Рован Макеллар Ева Стюарт Харриет Тейлор Генри Филдмен (рул.) | Восьмёрки                | 6.16,20 | 1 Q FA   | —           | —           | —          | —          | 5.59,51 | 3      |

Легенда: FA=Финал А (медали); FB=Финал В; FC=Финал С; FD=Финал D; FE=Финал E; FF=Финал F; SA/B=Полуфиналы A/B; SC/D=Полуфиналы C/D; SE/F=Полуфиналы E/F; QF=Четвертьфиналы; R=Утешительные заезды

## Бадминтон
Великобритания завоевала две квоты на участие в олимпийском турнире по бадминтону в соответствии с Олимпийским рейтингом BWF.
Мужчины
| Спортсмен          | Категория | Группы                                        | Группы                                      | Группы                                | Группы | 1/8 финала            | Четвертьфиналы        | Полуфиналы            | Финал / За 3 место    | Финал / За 3 место    |
| Спортсмен          | Категория | Соперник Счет                                 | Соперник Счет                               | Соперник Счет                         | Место  | Соперник Счет         | Соперник Счет         | Соперник Счет         | Соперник Счет         | Место                 |
| ------------------ | --------- | --------------------------------------------- | ------------------------------------------- | ------------------------------------- | ------ | --------------------- | --------------------- | --------------------- | --------------------- | --------------------- |
| Бен Лейн Шон Венди | Пары      | MASАарон Чиа Со Вуи Йик П 21-19, 16-21, 11-21 | CHNЛян Вэйкэн Ван Чан П 18-21, 21-13, 14-21 | CANАдам Донг Нил Якура В 21-14, 21-12 | 3      | завершили выступление | завершили выступление | завершили выступление | завершили выступление | завершили выступление |

Женщины
| Спортсмен     | Категория | Группы                               | Группы                      | Группы        | Группы | 1/8 финала            | Четвертьфиналы        | Полуфиналы            | Финал / За 3 место    | Финал / За 3 место    |
| Спортсмен     | Категория | Соперник Счет                        | Соперник Счет               | Соперник Счет | Место  | Соперник Счет         | Соперник Счет         | Соперник Счет         | Соперник Счет         | Место                 |
| ------------- | --------- | ------------------------------------ | --------------------------- | ------------- | ------ | --------------------- | --------------------- | --------------------- | --------------------- | --------------------- |
| Кирсти Гилмур | Одиночный | AZEКейша Фатима Захра В 21-13, 21-11 | CHNХэ Бинцзяо П 22-24, 8-21 | —             | 2      | завершила выступление | завершила выступление | завершила выступление | завершила выступление | завершила выступление |

## Бокс
Великобритания завоевала три места в турнир по боксу на Европейских играх 2022 года в Новы-Тарг, Польша, два места на Первом мировом квалификационном турнире 2024 года в Бусто-Арсицио, Италия и одно место на Втором мировом квалификационном турнире 2024 года в Бангкоке, Таиланд.
| Спортсмен       | Категория           | 1 раунд                      | 1/8 финала                    | Четвертьфиналы        | Полуфиналы            | Финал                 | Финал                 |                       |
| Спортсмен       | Категория           | Соперник Результат           | Соперник Результат            | Соперник Результат    | Соперник Результат    | Соперник Результат    | Место                 |                       |
| --------------- | ------------------- | ---------------------------- | ----------------------------- | --------------------- | --------------------- | --------------------- | --------------------- | --------------------- |
| Льюис Ричардсон | Мужчины до 71 кг    | —                            | SRBВахид Аббасов В 3-2        | JORЗейяд Ишаиш В 3-2  | MEXМарко Верде П 2-3  | завершил выступление  | 3                     |                       |
| Патрик Браун    | Мужчины до 92 кг    | —                            | BRAКено Машадо 0П 1-4         | завершил выступление  | завершил выступление  | завершил выступление  | завершил выступление  |                       |
| Делишес Ори     | Мужчины свыше 92 кг | —                            | Давид Чалоян (ARM) П 2-3      | завершил выступление  | завершил выступление  | завершил выступление  | завершил выступление  |                       |
| Чарли Дэвисон   | Женщины 54 кг       | Хатидже Акбас (TUR) П 2-3    | завершила выступление         | завершила выступление | завершила выступление | завершила выступление | завершила выступление |                       |
| Роузи Экклз     | Женщины 66 кг       | Анета Рыгельска (POL) 0П 2-3 | завершила выступление         | завершила выступление | завершила выступление | завершила выступление | завершила выступление |                       |
| Шантель Рид     | Женщины 75 кг       | —                            | Хадиджа Эль-Марди (MAR) П 2-3 | завершила выступление | завершила выступление | завершила выступление | завершила выступление | завершила выступление |

## Велоспорт

### Шоссейные велогонки
Великобритания получила максимально возможную квоту на участие в велогонках на шоссе: по рейтингу UCI по четыре места в мужской и женской групповых гонках, а также по одному месту в мужской и женской индивидуальных гонках с раздельным стартом. Ещё по одному месту в мужской и женской индивидуальных гонках Великобритания получила по результатам Чемпионата мира по шоссейным велогонкам 2023 года в Глазго, Великобритания, но по факту в гонках выставили только по одному участнику.
Мужчины
| Спортсмен      | Дисциплина                 | Время    | Место |
| -------------- | -------------------------- | -------- | ----- |
| Том Пидкок     | Групповая гонка            | 6:21.24  | 13    |
| Джош Тарлинг   | Групповая гонка            | 6:26.57  | 47    |
| Стивен Уильямс | Групповая гонка            | 6:23.16  | 31    |
| Фред Райт      | Групповая гонка            | 6:26.57  | 43    |
| Джош Тарлинг   | Гонка с раздельным стартом | 36.39,95 | 4     |

Женщины
| Спортсмен        | Дисциплина                 | Время    | Место |
| ---------------- | -------------------------- | -------- | ----- |
| Элизабет Дейнан  | Групповая гонка            | 4:02.57  | 12    |
| Анна Хендерсон   | Групповая гонка            | 4:02.57  | 13    |
| Пфейффер Джорджи | Групповая гонка            | 4:00.44  | 5     |
| Анна Моррис      | Групповая гонка            | DNS      | DNS   |
| Анна Хендерсон   | Гонка с раздельным стартом | 41.09,83 | 2     |

### Велотрек
Великобритания завоевала в соответствии с олимпийским рейтингом UCI максимальное количество мест в гонках на велотреке, получив право выставить команды из четырёх человек в мужских и женских дисциплинах преследования, а также команды из трех человек в мужских и женских спринтерских дисциплинах.
Командный спринт
| Спортсмен                               | Дисциплина | Квалификация | Квалификация | Полуфиналы             | Полуфиналы | Финал                        | Финал |
| Спортсмен                               | Дисциплина | Время        | Место        | Соперник Время         | Место      | Соперник Время               | Место |
| --------------------------------------- | ---------- | ------------ | ------------ | ---------------------- | ---------- | ---------------------------- | ----- |
| Джек Карлин Эд Лоув Хэмиш Тёрнбулл      | Мужчины    | 41,862       | 2            | Германия · В 41,819 NR | 1 Q FA     | Нидерланды · П 41,814 NR     | 2     |
| Софи Кэпвелл Эмма Финукейн Кэти Марчант | Женщины    | 45,472 WR    | 1            | Канада · В 45,338 WR   | 1 Q FA     | Новая Зеландия · В 45,186 WR | 1     |

Легенды: FA=Финал; FB=За 3 место
Спринт
| Спортсмен      | Дисциплина | Квалификация | Квалификация | 1/32 финала              | Утеш. 1/32         | 1/16 финала               | Утеш. 1/16             | 1/8 финала             | Утеш. 1/8          | Четвертьфиналы            | Полуфиналы                    | Финал / За 3 место        | Финал / За 3 место |
| Спортсмен      | Дисциплина | Время        | Место        | Соперник Результат       | Соперник Результат | Соперник Результат        | Соперник Результат     | Соперник Результат     | Соперник Результат | Соперник Результат        | Соперник Результат            | Соперник Результат        | Место              |
| -------------- | ---------- | ------------ | ------------ | ------------------------ | ------------------ | ------------------------- | ---------------------- | ---------------------- | ------------------ | ------------------------- | ----------------------------- | ------------------------- | ------------------ |
| Джек Карлин    | Мужчины    | 9,247        | 5 Q          | CANТайлер Рорк В Q       | —                  | COLКристиан Ортега В Q    | —                      | TTOНиколас Пол В Q     | —                  | JPNКаия Ота В 2-1 Q       | NEDХарри Лаврейсен П 0-2 Q FB | NEDДжеффри Хогланд В 2-1  | 3                  |
| Хэмиш Тёрнбулл | Мужчины    | 9,346        | 7 Q          | CHNЧжоу Юй В Q           | —                  | MASАзизульхасни Аванг П   | LTUВасилиюс Лендел В Q | ISRМихаил Яковлев В Q  | —                  | NEDДжеффри Хогланд П 1-2  | —                             | Заезд за 5-8 REL          | =7                 |
| Софи Кэпвелл   | Женщины    | 10,132       | 4 Q          | MASНурул Мохд Асри В Q   | —                  | MEXДаниэла Гаксиола В Q   | —                      | NZLШане Фултон В Q     | —                  | NEDХетти ван де Вау П 0-2 | —                             | Заезд за 5-8 1            | 5                  |
| Эмма Финукейн  | Женщины    | 10,067       | 2 Q          | POLМарлена Карвацкая В Q | —                  | NEDСтеффи ван дер Пет В Q | —                      | AUSКристина Клонан В Q | —                  | COLМарта Байона В 2-0 Q   | NZLЭллесс Эндрюс П 0-2 Q FB   | NEDХетти ван де Вау В 2-0 | 3                  |

Кейрин
| Спортсмен      | Дисциплина | Раунд 1 | Утеш. | Четвертьфиналы | Полуфиналы | Финал  |
| Спортсмен      | Дисциплина | Место   | Место | Место          | Место      | Место  |
| -------------- | ---------- | ------- | ----- | -------------- | ---------- | ------ |
| Джек Карлин    | Мужчины    | 2 Q     | —     | 1 Q            | 1 Q FA     | DNF =4 |
| Хэмиш Тёрнбулл | Мужчины    | 4 R     | 1 Q   | 2 Q            | DNF Q FB   | 11     |
| Эмма Финукейн  | Женщины    | 1 Q     | —     | 2 Q            | 3 Q FA     | 3      |
| Кэти Марчант   | Женщины    | 3 R     | 2 Q   | 3 Q            | 2 Q FA     | 4      |

Командное преследование
| Спортсмен                                                     | Дисциплина | Квалификация | Квалификация | Полуфиналы               | Полуфиналы | Финал                  | Финал |
| Спортсмен                                                     | Дисциплина | Время        | Место        | Соперник Результат       | Место      | Соперник Результат     | Место |
| ------------------------------------------------------------- | ---------- | ------------ | ------------ | ------------------------ | ---------- | ---------------------- | ----- |
| Дэниел Бигем Итан Хейтер Чарли Тэнфилд Итан Вернон Оливер Вуд | Мужчины    | 3.43,241     | 2 Q          | Дания} · В 3.42,151 · NR | 1 Q FA     | Австралия · П 3.44,394 | 2     |
| Элинор Баркер Джози Найт Анна Моррис Джессика Робертс         | Женщины    | 4.06,710     | 3 Q'         | США · П 4.04,908         | 2 Q FB     | Италия · В 4.06,382    | 3     |

Омниум
| Спортсмен   | Дисциплина | Скрэтч | Скрэтч | Темповая гонка | Темповая гонка | Гонка с выбыванием | Гонка с выбыванием | Гонка по очкам | Гонка по очкам | Всего | Всего |
| Спортсмен   | Дисциплина | Очки   | Место  | Очки           | Место          | Очки               | Место              | Очки           | Место          | Очки  | Место |
| ----------- | ---------- | ------ | ------ | -------------- | -------------- | ------------------ | ------------------ | -------------- | -------------- | ----- | ----- |
| Итан Хейтер | Мужчины    | 30     | 6      | 18             | 12             | 40                 | 1                  | 9              | 9              | 97    | 8     |
| Ниа Эванс   | Женщины    | 1      | 22     | 6              | 18             | 8                  | 17                 | 37             | 5              | 52    | 15    |

Мэдисон
| Спортсмены              | Дисциплина | Очки | Круги | Место |
| ----------------------- | ---------- | ---- | ----- | ----- |
| Оливер Вуд Марк Стюарт  | Мужчины    | -9   | -1    | 9     |
| Элинор Баркер Ниа Эванс | Женщины    | 31   | 0     | 2     |

### Маунтинбайк
Великобритания завоевала по два места в мужские и женские соревнования по маунтинбайку в соответствии с Олимпийским квалификационным рейтингом UCI.
| Спортсмен          | Категория | Время   | Место |
| ------------------ | --------- | ------- | ----- |
| Чарли Олдридж      | Мужчины   | 1:28.32 | 8     |
| Том Пидкок         | Мужчины   | 1:26.22 | 1     |
| Элла Маклин-Хауэлл | Женщины   | 1:36.26 | 23    |
| Эви Ричардс        | Женщины   | 1:29.29 | 5     |

### BMX
Фристайл
Великобритания завоевала одно место в мужские соревнования по BMX-фристайлу по результатам Олимпийской квалификационной серии и одно место в женские соревнования по итогам Чемпионата мира по BMX-фристайлу 2023 года в Великобритании.
| Спортсмен           | Категория | Квалификация | Квалификация | Квалификация | Квалификация | Финал                 | Финал                 | Финал                 | Финал                 |
| Спортсмен           | Категория | 1 заезд      | 2 заезд      | Средний балл | Место        | 1 заезд               | 2 заезд               | Средний балл          | Место                 |
| ------------------- | --------- | ------------ | ------------ | ------------ | ------------ | --------------------- | --------------------- | --------------------- | --------------------- |
| Киран Рейлли        | Мужчины   | 91,68        | 90,75        | 91,21        | 1 Q          | 93,70                 | 93,91                 | 93,91                 | 2                     |
| Шарлотта Уортингтон | Женщины   | 79,20        | 78,82        | 79,01        | 11           | завершила выступление | завершила выступление | завершила выступление | завершила выступление |

BMX-гонки
Великобритания завоевала по одному месту в мужскую и женскую BMX-гонки в соответствии с Олимпийским квалификационным рейтингом UCI.
| Спортсмен  | Дисциплина | Четвертьфиналы | Четвертьфиналы | Утеш. заезд | Утеш. заезд | Полуфиналы | Полуфиналы | Финал           | Финал           |
| Спортсмен  | Дисциплина | Очки           | Место          | Очки        | Место       | Очки       | Место      | Время           | Место           |
| ---------- | ---------- | -------------- | -------------- | ----------- | ----------- | ---------- | ---------- | --------------- | --------------- |
| Кай Уайт   | Мужчины    | 12             | 10 Q           | —           | —           | 23 DNF     | 15         | Did not advance | Did not advance |
| Бет Шривер | Женщины    | 3              | 2 Q            | —           | —           | 3          | 2 Q        | 36,496          | 8               |

## Гимнастика спортивная
Великобритания завоевала максимальные квоты на участие в мужском и женском олимпийских турнирах по спортивной гимнастике на Чемпионате мира по спортивной гимнастике 2022 года в Ливерпуле, Великобритания.

### Мужчины
| Спортсмен     | Дисциплина          | Квалификация                  | Квалификация                  | Квалификация                  | Квалификация                  | Квалификация                  | Квалификация                  | Квалификация                  | Квалификация                  | Финал                | Финал                | Финал                | Финал                | Финал                | Финал                | Финал                | Финал                |
| Спортсмен     | Дисциплина          | Снаряды                       | Снаряды                       | Снаряды                       | Снаряды                       | Снаряды                       | Снаряды                       | Всего                         | Место                         | Снаряды              | Снаряды              | Снаряды              | Снаряды              | Снаряды              | Снаряды              | Всего                | Место                |
| Спортсмен     | Дисциплина          | В                             | КН                            | КО                            | ОП                            | ПБ                            | П                             | Всего                         | Место                         | В                    | КН                   | КО                   | ОП                   | ПБ                   | П                    | Всего                | Место                |
| ------------- | ------------------- | ----------------------------- | ----------------------------- | ----------------------------- | ----------------------------- | ----------------------------- | ----------------------------- | ----------------------------- | ----------------------------- | -------------------- | -------------------- | -------------------- | -------------------- | -------------------- | -------------------- | -------------------- | -------------------- |
| Джо Фрейзер   | Команды             | 13.533                        | 14,000                        | 13,700                        | 14,300                        | 14,933                        | 14,200                        | 84,666                        | 6 Q                           | —                    | 13,933               | 13,766               | —                    | 14,633               | 13,633               | —                    | —                    |
| Гарри Хепворт | Команды             | 14,166                        | —                             | 14,700                        | 14,633                        | —                             | —                             | —                             | —                             | 14,700               | —                    | 14,800               | 14,966               | —                    | —                    | —                    | —                    |
| Джейк Джерман | Команды             | 14,966                        | 14,266                        | 12,900                        | 15,166                        | 14,266                        | 13,333                        | 84,897                        | 5 Q                           | 14,966               | 14,133               | —                    | 15,266               | 14,366               | 13,400               | —                    | —                    |
| Люк Уайтхаус  | Команды             | 14,533                        | 11,733                        | 12,400                        | 14,500                        | 13,900                        | 12,466                        | 79,532                        | 32                            | 14,500               | —                    | 13,266               | 13,033               | —                    | —                    | —                    | —                    |
| Макс Уитлок   | Команды             | —                             | 15,166                        | —                             | —                             | 13,900                        | 13,233                        | —                             | —                             | —                    | 15,266               | —                    | —                    | 13,900               | 13,000               | —                    | —                    |
| Всего         | Команды             | 43,665                        | 43,432                        | 41,300                        | 44,299                        | 43,099                        | 40,766                        | 256,561                       | 3 Q                           | 44,166               | 43,332               | 41,832               | 43,265               | 42,899               | 40,033               | 255,527              | 4                    |
| Джо Фрейзер   | Многоборье          | См. выше командное многоборье | См. выше командное многоборье | См. выше командное многоборье | См. выше командное многоборье | См. выше командное многоборье | См. выше командное многоборье | См. выше командное многоборье | См. выше командное многоборье | 14,300               | 13,700               | 14,000               | 14,333               | 14,933               | 14,266               | 85,532               | 5                    |
| Джо Фрейзер   | Вольные упражнения  | 13,533                        | —                             | —                             | —                             | —                             | —                             | —                             | 43                            | завершил выступление | завершил выступление | завершил выступление | завершил выступление | завершил выступление | завершил выступление | завершил выступление | завершил выступление |
| Джо Фрейзер   | Конь                | —                             | 14,000                        | —                             | —                             | —                             | —                             | —                             | 21                            | завершил выступление | завершил выступление | завершил выступление | завершил выступление | завершил выступление | завершил выступление | завершил выступление | завершил выступление |
| Джо Фрейзер   | Кольца              | —                             | —                             | 13,700                        | —                             | —                             | —                             | —                             | 22                            | завершил выступление | завершил выступление | завершил выступление | завершил выступление | завершил выступление | завершил выступление | завершил выступление | завершил выступление |
| Джо Фрейзер   | Параллельные брусья | —                             | —                             | —                             | —                             | 14,933                        | —                             | —                             | 10                            | завершил выступление | завершил выступление | завершил выступление | завершил выступление | завершил выступление | завершил выступление | завершил выступление | завершил выступление |
| Джо Фрейзер   | Перекладина         | —                             | —                             | —                             | —                             | —                             | 14,200                        | —                             | 10                            | завершил выступление | завершил выступление | завершил выступление | завершил выступление | завершил выступление | завершил выступление | завершил выступление | завершил выступление |
| Гарри Хепворт | Вольные упражнения  | 14,166                        | —                             | —                             | —                             | —                             | —                             | —                             | 13                            | завершил выступление | завершил выступление | завершил выступление | завершил выступление | завершил выступление | завершил выступление | завершил выступление | завершил выступление |
| Гарри Хепворт | Кольца              | —                             | —                             | 14,700                        | —                             | —                             | —                             | —                             | 8 Q                           | —                    | —                    | 14,800               | —                    | —                    | —                    | 14,800               | 7                    |
| Гарри Хепворт | Опорный прыжок      | —                             | —                             | —                             | 14,766                        | —                             | —                             | —                             | 2 Q                           | —                    | —                    | —                    | 14,949               | —                    | —                    | 14,949               | 3                    |
| Джейк Джерман | Многоборье          | См. выше командное многоборье | См. выше командное многоборье | См. выше командное многоборье | См. выше командное многоборье | См. выше командное многоборье | См. выше командное многоборье | См. выше командное многоборье | См. выше командное многоборье | 14,900               | 14,066               | 12,800               | 15,166               | 14,300               | 13,333               | 84,565               | 7                    |
| Джейк Джерман | Вольные упражнения  | 14,966                        | —                             | —                             | —                             | —                             | —                             | —                             | 1 Q                           | 14,933               | —                    | —                    | —                    | —                    | —                    | 14,933               | 3                    |
| Джейк Джерман | Конь                | —                             | 14,266                        | —                             | —                             | —                             | —                             | —                             | 15                            | завершил выступление | завершил выступление | завершил выступление | завершил выступление | завершил выступление | завершил выступление | завершил выступление | завершил выступление |
| Джейк Джерман | Кольца              | —                             | —                             | 12,900                        | —                             | —                             | —                             | —                             | 55                            | завершил выступление | завершил выступление | завершил выступление | завершил выступление | завершил выступление | завершил выступление | завершил выступление | завершил выступление |
| Джейк Джерман | Опорный прыжок      | —                             | —                             | —                             | 14,699                        | —                             | —                             | —                             | 5 Q                           | —                    | —                    | —                    | 14,933               | —                    | —                    | 14,933               | 4                    |
| Джейк Джерман | Параллельные брусья | —                             | —                             | —                             | —                             | 14,266                        | —                             | —                             | 29                            | завершил выступление | завершил выступление | завершил выступление | завершил выступление | завершил выступление | завершил выступление | завершил выступление | завершил выступление |
| Джейк Джерман | Перекладина         | —                             | —                             | —                             | —                             | —                             | 13,333                        | —                             | 35                            | завершил выступление | завершил выступление | завершил выступление | завершил выступление | завершил выступление | завершил выступление | завершил выступление | завершил выступление |
| Люк Уайтхаус  | Вольные упражнения  | 14,533                        | —                             | —                             | —                             | —                             | —                             | —                             | 5 Q                           | 14,466               | —                    | —                    | —                    | —                    | —                    | 14,466               | 6                    |
| Люк Уайтхаус  | Конь                | —                             | 11,733                        | —                             | —                             | —                             | —                             | —                             | 59                            | завершил выступление | завершил выступление | завершил выступление | завершил выступление | завершил выступление | завершил выступление | завершил выступление | завершил выступление |
| Люк Уайтхаус  | Кольца              | —                             | —                             | 12,400                        | —                             | —                             | —                             | —                             | 61                            | завершил выступление | завершил выступление | завершил выступление | завершил выступление | завершил выступление | завершил выступление | завершил выступление | завершил выступление |
| Люк Уайтхаус  | Параллельные брусья | —                             | —                             | —                             | —                             | 13,900                        | —                             | —                             | 45                            | завершил выступление | завершил выступление | завершил выступление | завершил выступление | завершил выступление | завершил выступление | завершил выступление | завершил выступление |
| Люк Уайтхаус  | Перекладина         | —                             | —                             | —                             | —                             | —                             | 12,466                        | —                             | 52                            | завершил выступление | завершил выступление | завершил выступление | завершил выступление | завершил выступление | завершил выступление | завершил выступление | завершил выступление |
| Макс Уитлок   | Конь                | —                             | 15,166                        | —                             | —                             | —                             | —                             | —                             | 3 Q                           | —                    | 15,200               | —                    | —                    | —                    | —                    | 15,200               | 4                    |
| Макс Уитлок   | Параллельные брусья | —                             | —                             | —                             | —                             | 13,900                        | —                             | —                             | 44                            | завершил выступление | завершил выступление | завершил выступление | завершил выступление | завершил выступление | завершил выступление | завершил выступление | завершил выступление |
| Макс Уитлок   | Перекладина         | —                             | —                             | —                             | —                             | —                             | 13,233                        | —                             | 39                            | завершил выступление | завершил выступление | завершил выступление | завершил выступление | завершил выступление | завершил выступление | завершил выступление | завершил выступление |

### Женщины
| Спортсмен           | Дисциплина          | Квалификация                  | Квалификация                  | Квалификация                  | Квалификация                  | Квалификация                  | Квалификация                  | Финал                 | Финал                 | Финал                 | Финал                 | Финал                 | Финал                 |
| Спортсмен           | Дисциплина          | Снаряды                       | Снаряды                       | Снаряды                       | Снаряды                       | Всего                         | Место                         | Снаряды               | Снаряды               | Снаряды               | Снаряды               | Всего                 | Место                 |
| Спортсмен           | Дисциплина          | ОП                            | РБ                            | Б                             | В                             | Всего                         | Место                         | ОП                    | РБ                    | Б                     | В                     | Всего                 | Место                 |
| ------------------- | ------------------- | ----------------------------- | ----------------------------- | ----------------------------- | ----------------------------- | ----------------------------- | ----------------------------- | --------------------- | --------------------- | --------------------- | --------------------- | --------------------- | --------------------- |
| Ребекка Дауни       | Команды             | —                             | 14,666                        | 13,400                        | —                             | —                             | —                             | —                     | 14,933                | 12,933                | —                     | —                     | —                     |
| Руби Эванс          | Команды             | 14,200                        | 11,200                        | 12,600                        | 13,133                        | 51,133                        | 38                            | 13,966                | —                     | —                     | 13,100                | —                     | —                     |
| Джорджия-Мэй Фентон | Команды             | 13,833                        | 12,833                        | 13,500                        | 12,466                        | 52,632                        | 20 Q                          | 13,800                | 14,000                | 13,566                | —                     | —                     | —                     |
| Элис Кинселла       | Команды             | 13,933                        | 11,900                        | 13,433                        | 13,433                        | 51,999                        | 23 Q                          | 13,966                | 13,300                | 13,600                | 13,633                | —                     | —                     |
| Эбигейл Мартин      | Команды             | 13,766                        | —                             | —                             | 13,266                        | —                             | —                             | —                     | —                     | —                     | 13,466                | —                     | —                     |
| Всего               | Команды             | 41,966                        | 39,399                        | 40,333                        | 39,132                        | 160,830                       | 7 Q                           | 41,732                | 42,233                | 40,099                | 40,199                | 164,263               | 4                     |
| Ребекка Дауни       | Разновысокие брусья | —                             | 14,666                        | —                             | —                             | —                             | 7 Q                           | —                     | 13,633                | —                     | —                     | 13,633                | 7                     |
| Руби Эванс          | Разновысокие брусья | —                             | 11,200                        | —                             | —                             | —                             | 77                            | завершила выступление | завершила выступление | завершила выступление | завершила выступление | завершила выступление | завершила выступление |
| Руби Эванс          | Бревно              | —                             | —                             | 12,600                        | —                             | —                             | 48                            | завершила выступление | завершила выступление | завершила выступление | завершила выступление | завершила выступление | завершила выступление |
| Руби Эванс          | Вольные упражнения  | —                             | —                             | —                             | 13,133                        | —                             | 23                            | завершила выступление | завершила выступление | завершила выступление | завершила выступление | завершила выступление | завершила выступление |
| Джорджия-Мэй Фентон | Многоборье          | См. выше командное многоборье | См. выше командное многоборье | См. выше командное многоборье | См. выше командное многоборье | См. выше командное многоборье | См. выше командное многоборье | 13,633                | 13,800                | 11,300                | 13,033                | 51,766                | 18                    |
| Джорджия-Мэй Фентон | Разновысокие брусья | —                             | 12,833                        | —                             | —                             | —                             | 51                            | завершила выступление | завершила выступление | завершила выступление | завершила выступление | завершила выступление | завершила выступление |
| Джорджия-Мэй Фентон | Бревно              | —                             | —                             | 13,500                        | —                             | —                             | 19                            | завершила выступление | завершила выступление | завершила выступление | завершила выступление | завершила выступление | завершила выступление |
| Джорджия-Мэй Фентон | Вольные упражнения  | —                             | —                             | —                             | 12,466                        | —                             | 52                            | завершила выступление | завершила выступление | завершила выступление | завершила выступление | завершила выступление | завершила выступление |
| Элис Кинселла       | Многоборье          | См. выше командное многоборье | См. выше командное многоборье | См. выше командное многоборье | См. выше командное многоборье | См. выше командное многоборье | См. выше командное многоборье | 13,800                | 14,133                | 13,033                | 12,833                | 53,799                | 12                    |
| Элис Кинселла       | Разновысокие брусья | —                             | 11,900                        | —                             | —                             | —                             | 69                            | завершила выступление | завершила выступление | завершила выступление | завершила выступление | завершила выступление | завершила выступление |
| Элис Кинселла       | Бревно              | —                             | —                             | 13,433                        | —                             | —                             | 22                            | завершила выступление | завершила выступление | завершила выступление | завершила выступление | завершила выступление | завершила выступление |
| Элис Кинселла       | Вольные упражнения  | —                             | —                             | —                             | 12,733                        | —                             | 38                            | завершила выступление | завершила выступление | завершила выступление | завершила выступление | завершила выступление | завершила выступление |
| Эбигейл Мартин      | Вольные упражнения  | —                             | —                             | —                             | 13,266                        | —                             | 18                            | завершила выступление | завершила выступление | завершила выступление | завершила выступление | завершила выступление | завершила выступление |

## Гольф
Великобритания получила по два места в мужские и женские соревнования по гольфу в соответствии с рейтингом IGF.
| Сопртсмен       | Категория | Раунд 1 | Раунд 2 | Раунд 3 | Раунд 4 | Итого | Итого | Итого |
| Сопртсмен       | Категория | Счет    | Счет    | Счет    | Счет    | Счет  | К пар | Место |
| --------------- | --------- | ------- | ------- | ------- | ------- | ----- | ----- | ----- |
| Мэтт Фитцпатрик | Мужчины   | 73      | 64      | 81      | DNF     | 218   | DNF   |       |
| Томми Флитвуд   | Мужчины   | 67      | 64      | 69      | 66      | 266   | −18   | 2     |
| Чарли Халл      | Женщины   | 81      | 71      | 69      | 68      | 289   | +1    | =27   |
| Джорджия Холл   | Женщины   | 74      | 74      | 71      | 74      | 293   | +5    | =36   |

## Гребля на байдарках и каноэ

### Гребной слалом
Великобритания завоевала на Чемпионате мира по гребному слалому в Лондоне, Великобритания максимальную квоту на участие в олимпийских соревнованиях по гребному слалому, получив право выставить по одной лодке в мужских и женских соревнованиях на байдарках и каноэ, а также автоматически в кроссе на байдарках у мужчин и женщин.
Мужчины
| Спортсмен     | Дисциплина        | Заезды    | Заезды | Заезды    | Заезды | Заезды       | Заезды | Полуфинал | Полуфинал | Финал | Финал |
| Спортсмен     | Дисциплина        | 1 попытка | Место  | 2 попытка | Место  | Лучшее время | Место  | Время     | Место     | Время | Место |
| ------------- | ----------------- | --------- | ------ | --------- | ------ | ------------ | ------ | --------- | --------- | ----- | ----- |
| Джозеф Кларк  | Байдарка-одиночка | 136,89    | 23     | 85,62     | 4      | 85,62        | 4 Q    | 89,51     | 1 Q       | 89,82 | 5     |
| Адам Бёрджесс | Каноэ-одиночка    | 90,87     | 2      | 95,08     | 7      | 90,87        | 2 Q    | 97,21     | 4 Q       | 96,84 | 2     |

Женщины
| Спортсмен        | Дисциплина        | Заезды    | Заезды | Заезды    | Заезды | Заезды       | Заезды | Полуфинал | Полуфинал | Финал  | Финал |
| Спортсмен        | Дисциплина        | 1 попытка | Место  | 2 попытка | Место  | Лучшее время | Место  | Время     | Место     | Время  | Место |
| ---------------- | ----------------- | --------- | ------ | --------- | ------ | ------------ | ------ | --------- | --------- | ------ | ----- |
| Кимберли Вудс    | Байдарка-одиночка | 97,31     | 9      | 95,95     | 11     | 95,95        | 12 Q   | 99,87     | 3 Q       | 98,94  | 3     |
| Мэллори Франклин | Каноэ-одиночка    | 104,72    | 5      | 152,41    | 20     | 104,72       | 6 Q    | 111,62    | 6 Q       | 165,15 | 12    |

Кросс на байдарках
| Спортсмен        | Категория | Квалиф. время | Место | 1 круг | Утеш. заезды | 2 круг | Четвертьфиналы       | Полуфиналы            | Финал                 | Место |
| ---------------- | --------- | ------------- | ----- | ------ | ------------ | ------ | -------------------- | --------------------- | --------------------- | ----- |
| Адам Бёрджесс    | Мужчины   | 74,66         | 26    | 4 R    | 2 Q          | 4      | завершил выступление | завершил выступление  | завершил выступление  | 31    |
| Джозеф Кларк     | Мужчины   | 66,08         | 1     | 1 Q    | —            | 1 Q    | 1 Q                  | 1 Q FA                | 2                     | 2     |
| Мэллори Франклин | Женщины   | 71,85         | 3     | 1 Q    | —            | 1 Q    | 4                    | завершила выступление | завершила выступление | 13    |
| Кимберли Вудс    | Женщины   | 74,98         | 16    | 1 Q    | —            | 1 Q    | 1 Q                  | 1 Q FA                | 3                     | 3     |

## Дзюдо
Великобритания получила по рейтингу IJF пять мест в женских соревнованиях.
| Спортсмен                 | Категория        | 1/16 финала                      | 1/8 финала                  | Четвертьфиналы        | Полуфиналы            | Утеш. поединки        | Финал / За 3 место    | Финал / За 3 место |
| Спортсмен                 | Категория        | Соперник Результат               | Соперник Результат          | Соперник Результат    | Соперник Результат    | Соперник Результат    | Соперник Результат    | Место              |
| ------------------------- | ---------------- | -------------------------------- | --------------------------- | --------------------- | --------------------- | --------------------- | --------------------- | ------------------ |
| Челси Джайлс              | Женщины до 52 кг | —                                | BRAЛарисса Пимента П 00-10  | завершила выступление | завершила выступление | завершила выступление | завершила выступление | 9                  |
| Леле Нэрн                 | Женщины до 57 кг | GEOЭтери Липартелиани П 00-10    | завершила выступление       | завершила выступление | завершила выступление | завершила выступление | завершила выступление | 17                 |
| Люси Реншалл              | Женщины до 63 кг | AUSКатарина Хеккер В 11-01       | AUTЛюбяна Пиовесана П 00-01 | завершила выступление | завершила выступление | завершила выступление | завершила выступление | 9                  |
| Кэти-Джемайма Йейтс-Браун | Женщины до 70 кг | MADАина Лаура Расоанаиво В 01-00 | AUTМихаэла Поллерес П 00-01 | завершила выступление | завершила выступление | завершила выступление | завершила выступление | 9                  |
| Эмма Рид                  | Женщины до 78 кг | KORЮн Хён Чи П 00-10             | завершила выступление       | завершила выступление | завершила выступление | завершила выступление | завершила выступление | 17                 |

## Конный спорт
Великобритания завоевала максимально возможное количество мест в олимпийском турнире по конному спорту — по команде из трех человек и три места в личных соревнованиях во всех трех олимпийских дисциплинах конного спорта, Команда по троеборью квалифицировалась через Чемпионат мира по троеборью 2022 года в Италии. Команды по выездке и конкуру квалифицировались через Чемпионат мира FEI 2022 года в Хернинге, Дания.

### Выездка
| Спортсмен                            | Лошадь      | Дисциплина       | Гран При | Гран При | Специальный Гран При | Специальный Гран При | Произвольный Гран При | Произвольный Гран При |
| Спортсмен                            | Лошадь      | Дисциплина       | Баллы    | Место    | Баллы                | Место                | Баллы                 | Место                 |
| ------------------------------------ | ----------- | ---------------- | -------- | -------- | -------------------- | -------------------- | --------------------- | --------------------- |
| Бекки Муди                           | Jagerbomb   | Личный турнир    | 74,938   | 11 Q     | —                    | —                    | 84,357                | 8                     |
| Шарлотта Фрай                        | Glamourdale | Личный турнир    | 78,028   | 4 Q      | —                    | —                    | 88,971                | 3                     |
| Карл Хестер                          | Fame        | Личный турнир    | 77,345   | 7 Q      | —                    | —                    | 85,161                | 6                     |
| Бекки Муди Шарлотта Фрай Карл Хестер | См. выше    | Командный турнир | 231,196  | 3 Q      | 232,492              | 3                    | —                     | —                     |

### Троеборье
| Спортсмен                                | Лошадь             | Дисциплина       | Выездка | Выездка | Кросс | Кросс | Кросс | Конкур       | Конкур       | Конкур       | Конкур | Конкур | Конкур | Всего | Всего |
| Спортсмен                                | Лошадь             | Дисциплина       | Выездка | Выездка | Кросс | Кросс | Кросс | Квалификация | Квалификация | Квалификация | Финал  | Финал  | Финал  | Всего | Всего |
| Спортсмен                                | Лошадь             | Дисциплина       | Штраф   | Место   | Штраф | Всего | Место | Штраф        | Всего        | Место        | Штраф  | Всего  | Место  | Штраф | Место |
| ---------------------------------------- | ------------------ | ---------------- | ------- | ------- | ----- | ----- | ----- | ------------ | ------------ | ------------ | ------ | ------ | ------ | ----- | ----- |
| Розалинд Кантер                          | Lordships Graffalo | Личный турнир    | 23,40   | 6       | 15,00 | 38,40 | 24    | 4,00         | 42,40        | 23 Q         | 0,0    | 42,40  | 22     | 42,40 | 22    |
| Лора Коллетт                             | London 52          | Личный турнир    | 17,50   | 1       | 0,80  | 18,30 | 2     | 4,80         | 23,10        | 3 Q          | 0,0    | 23,10  | 3      | 23,10 | 3     |
| Том Макъюэн                              | JL Dublin          | Личный турнир    | 25,80   | 11      | 0,00  | 25,80 | 6     | 0.0          | 25,80        | 4 Q          | 0.0    | 25,80  | 4      | 25,80 | 4     |
| Розалинд Кантер Лора Коллетт Том Макъюэн | См. выше           | Командный турнир | 66,70   | 1       | 15,80 | 82,50 | 1     | 8,80         | 91,30        | 1            | —      | —      | —      | 91,30 | 1     |

### Конкур
| Спортсмен                        | Лошадь          | Дисциплина       | Квалификация | Квалификация | Квалификация | Финал                | Финал                | Финал                |
| Спортсмен                        | Лошадь          | Дисциплина       | Штраф        | Время        | Место        | Штраф                | Время                | Место                |
| -------------------------------- | --------------- | ---------------- | ------------ | ------------ | ------------ | -------------------- | -------------------- | -------------------- |
| Скотт Браш                       | Hello Jefferson | Личный турнир    | 0            | 75,78        | 12 Q         | 4                    | 81,23                | 6                    |
| Гарри Чарльз                     | Romeo 88        | Личный турнир    | 0            | 75,72        | 11 Q WD      | завершил выступление | завершил выступление | завершил выступление |
| Бен Маэр                         | Point Break     | Личный турнир    | 4            | 73,24        | 28 Q         | 4                    | 81,70                | 9                    |
| Скотт Браш Гарри Чарльз Бен Маэр | См. выше        | Командный турнир | 8            | 227,79       | 3 Q          | 2                    | 237,47               | 1                    |

## Легкая атлетика
Легкоатлеты Великобритании выполнили нормативы для участия в Играх 2024 года, пройдя прямую квалификацию или по мировому рейтингу, в следующих соревнованиях (максимум по 3 спортсмена в каждом). Федерация легкой атлетики Великобритании определила, что для прохождения по мировому рейтингу спортсмен должен выполнить национальный квалификационный стандарт, который несколько ниже олимпийского. В результате не все спортсмены, получившие приглашение по мировому рейтингу, будут отобраны для участия в Олимпийских играх.
Беговые дисциплины
Мужчины
| Спортсмен                                                                                | Дисциплина            | Забеги    | Забеги | Утеш. забеги         | Утеш. забеги         | Полуфиналы           | Полуфиналы           | Финал                | Финал                |
| Спортсмен                                                                                | Дисциплина            | Результат | Место  | Результат            | Место                | Результат            | Место                | Результат            | Место                |
| ---------------------------------------------------------------------------------------- | --------------------- | --------- | ------ | -------------------- | -------------------- | -------------------- | -------------------- | -------------------- | -------------------- |
| Джеремия Азу                                                                             | 100 м                 | DSQ       | —      | —                    | —                    | завершил выступление | завершил выступление | завершил выступление | завершил выступление |
| Луи Хинчлифф                                                                             | 100 м                 | 9,98      | 3 Q    | —                    | —                    | 9,97                 | 11                   | завершил выступление | завершил выступление |
| Зарнел Хьюз                                                                              | 100 м                 | 10,03     | 10 Q   | —                    | —                    | 10,01                | 14                   | завершил выступление | завершил выступление |
| Зарнел Хьюз                                                                              | 200 м                 | DNS       | —      | завершил выступление | завершил выступление | завершил выступление | завершил выступление | завершил выступление | завершил выступление |
| Мэттью Хадсон-Смит                                                                       | 400 м                 | 44,78     | 11 Q   | —                    | —                    | 44,07                | 4 Q                  | 43,44 ER             | 2                    |
| Чарли Добсон                                                                             | 400 м                 | 44,96     | 14 Q   | —                    | —                    | 44,48                | 11                   | завершил выступление | завершил выступление |
| Макс Бёргин                                                                              | 800 м                 | 1.45,36   | 9 Q    | —                    | —                    | 1.43,50              | 3 q                  | 1.43,84              | 8                    |
| Бен Паттисон                                                                             | 800 м                 | 1.45,56   | 12 Q   | —                    | —                    | 1.45,57              | 16                   | завершил выступление | завершил выступление |
| Эллиот Джайлс                                                                            | 800 м                 | 1.45,93   | 25 Q   | —                    | —                    | 1.45,46              | 15                   | завершил выступление | завершил выступление |
| Нил Гурли                                                                                | 1500 м                | 3.37,18   | 27 Q   | —                    | —                    | 3.32,11              | 3 Q                  | 3.30,88              | 10                   |
| Джош Керр                                                                                | 1500 м                | 3.35,83   | 10 Q   | —                    | —                    | 3.32,46              | 8 Q                  | 3.27,79 NR           | 2                    |
| Джордж Миллc                                                                             | 1500 м                | 3.35,99   | 11 R   | 3.33,56              | 3 Q                  | 3.37,12              | 23                   | завершил выступление | завершил выступление |
| Сэм Аткин                                                                                | 5000 м                | 14.02,46  | 18     | —                    | —                    | —                    | —                    | завершил выступление | завершил выступление |
| Джордж Миллc                                                                             | 5000 м                | 14.37,08  | 37 qR  | —                    | —                    | —                    | —                    | 13.32,32             | 21                   |
| Патрик Девер                                                                             | 5000 м                | 14.13,48  | 31     | —                    | —                    | —                    | —                    | завершил выступление | завершил выступление |
| Таде Оджора                                                                              | 110 м с/б             | 13.35     | 8 q    | —                    | —                    | 13,47                | 21                   | завершил выступление | завершил выступление |
| Аластер Чалмерс                                                                          | 400 м с/б             | 48,98     | 18 Q   | —                    | —                    | 56,52                | 24                   | завершил выступление | завершил выступление |
| Эмиль Кейресс                                                                            | Марафон               | —         | —      | —                    | —                    | —                    | —                    | 2:07.29              | 4                    |
| Филип Сеземан                                                                            | Марафон               | —         | —      | —                    | —                    | —                    | —                    | 2:13.08              | 46                   |
| Махамед Махамед                                                                          | Марафон               | —         | —      | —                    | —                    | —                    | —                    | 2:15.19              | 57                   |
| Каллум Уилкинсон                                                                         | Ходьба 20 км          | —         | —      | —                    | —                    | —                    | —                    | 1:20.31              | 16                   |
| Джеремия Азу Луи Хинчлифф Зарнел Хьюз Ричард Килти Нетаниел Митчелл-Блэйк                | Эстафета 4×100 метров | 38,04     | 3 Q    | —                    | —                    | —                    | —                    | 37,61                | 3                    |
| Льюис Дэви Чарли Добсон Тоби Харрис Алекс Хэйдок-Уилсон Мэттью Хадсон-Смит Сэмюэл Рирдон | Эстафета 4×400 метров | 2.58,88   | 2 Q    | —                    | —                    | —                    | —                    | 2.55,83 ER           | 3                    |

Женщины
| Спортсмен | Дисциплина            | Забеги    | Забеги | Утеш. забеги | Утеш. забеги | Полуфиналы | Полуфиналы | Финал                 | Финал                 |
| Спортсмен | Дисциплина            | Результат | Место  | Результат    | Место        | Результат  | Место      | Результат             | Место                 |
| --- | --------------------- | --------- | ------ | ------------ | ------------ | ---------- | ---------- | --------------------- | --------------------- |
| Дина Эшер-Смит                                                                                                   | 100 м                 | 11,01     | 10 Q   | —            | —            | 11,10      | 11         | завершила выступление | завершила выступление |
| Дэрилл Нейта | 100 м                 | 10,92     | 3 Q    | —            | —            | 10,97      | 4 Q        | 10,96                 | 4                     |
| Имани-Лара Лансиквот                                                                                             | 100 м                 | 11,10     | 15 Q   | —            | —            | 11,21      | 17         | завершила выступление | завершила выступление |
| Дина Эшер-Смит                                                                                                   | 200 м                 | 22,28     | 3 Q    | —            | —            | 22,31      | 7 Q        | 22,22                 | 4                     |
| Дэрилл Нейта | 200 м                 | 22,39     | 5 Q    | —            | —            | 22,24      | 5 Q        | 22,23                 | 5                     |
| Бьянка Уильямс                                                                                                   | 200 м                 | 22,77     | 14 Q   | —            | —            | 22,58      | 10         | завершила выступление | завершила выступление |
| Лавиаи Нильсен                                                                                                   | 400 м                 | 50,36     | 10 Q   | —            | —            | 50,69      | 12         | завершила выступление | завершила выступление |
| Амбер Аннинг | 400 м                 | 49,68     | 2 Q    | —            | —            | 49,47      | 4 Q        | 49,29 NR              | 5                     |
| Виктория Охуруогу                                                                                                | 400 м                 | 50,93     | 19 R   | 50,59        | 4 Q          | 51,14      | 18         | завершила выступление | завершила выступление |
| Фиби Джилл | 800 м                 | 1.58,83   | 10 Q   | —            | —            | 1.58,47    | 13         | завершила выступление | завершила выступление |
| Кили Ходжкинсон                                                                                                  | 800 м                 | 1.59,31   | 15 Q   | —            | —            | 1.56,86    | 1 Q        | 1.56,72               | 1                     |
| Джемма Рики | 800 м                 | 2.00,00   | 23 Q   | —            | —            | 1.58,01    | 8          | завершила выступление | завершила выступление |
| Джорджия Белл | 1500 м                | 4.00,29   | 9 Q    | —            | —            | 3.59,49    | 12 Q       | 3.52,61 NR            | 3                     |
| Лора Мьюр | 1500 м                | 3.58,91   | 2 Q    | —            | —            | 3.59,83    | 15 Q       | 3.53,37               | 5                     |
| Реви Уолкотт-Нолан                                                                                               | 1500 м                | 4.06,44   | 27 R   | 4.06,73      | 2 Q          | 3.58,08    | 9          | завершила выступление | завершила выступление |
| Меган Кейт | 10000 м               | —         | —      | —            | —            | —          | —          | 33.19,92              | 23                    |
| Эйлиш Макколган                                                                                                  | 10000 м               | —         | —      | —            | —            | —          | —          | 31.20,51              | 15                    |
| Синди Сембер | 100 м с/б             | 12,72     | 10 Q   | —            | —            | DNF        | —          | завершила выступление | завершила выступление |
| Джесси Найт | 400 м с/б             | 55,39     | 22 R   | 55,10        | 2 Q          | 54,90      | 15         | завершила выступление | завершила выступление |
| Лина Нильсен | 400 м с/б             | 54,65     | 8 Q    | —            | —            | 1.31,22    | 25         | завершила выступление | завершила выступление |
| Эйми Пратт | 3000 м с/пр           | 9.27,26   | 26     | —            | —            | —          | —          | завершила выступление | завершила выступление |
| Элизабет Бёрд | 3000 м с/пр           | 9.16,46   | 13 Q   | —            | —            | —          | —          | 9.04,35 NR            | 7                     |
| Роуз Харви | Марафон               | —         | —      | —            | —            | —          | —          | 2.51,03               | 78                    |
| Калли Хаугер-Тэкери                                                                                              | Марафон               | —         | —      | —            | —            | —          | —          | DNF                   |                       |
| Клара Эванс | Марафон               | —         | —      | —            | —            | —          | —          | 2.33,01               | 46                    |
| Дина Эшер-Смит Дезири Хенри Эми Хант Имани-Лара Лансиквот Дэрилл Нейта Бьянка Уильямс                            | Эстафета 4×100 метров | 42,03     | 1 Q    | —            | —            | —          | —          | 41,85                 | 2                     |
| Амбер Аннинг Йеми Мэри Джон Ханна Келли Лавиаи Нильсен Виктория Охуруогу Лина Нильсен Джоди Уильямс Николь Яргин | Эстафета 4×400 метров | 3.24,72   | 2 Q    | —            | —            | —          | —          | 3.19,72 NR            | 3                     |

Микст
| Спортсмен                                                                  | Дисциплина            | Забеги    | Забеги | Финал     | Финал |
| Спортсмен                                                                  | Дисциплина            | Результат | Место  | Результат | Место |
| -------------------------------------------------------------------------- | --------------------- | --------- | ------ | --------- | ----- |
| Сэмюэл Рирдон Лавиаи Нильсен Алекс Хэйдок-Уилсон Амбер Аннинг Николь Яргин | Эстафета 4×400 метров | 3.10,61   | 1 Q    | 3.08,01   | NR    |

Технические дисциплины
Мужчины
| Спортсмен            | Дисциплина     | Полуфиналы | Полуфиналы | Финал                | Финал                |
| Спортсмен            | Дисциплина     | Результат  | Место      | Результат            | Место                |
| -------------------- | -------------- | ---------- | ---------- | -------------------- | -------------------- |
| Джейкоб Финчем-Дьюкс | Прыжки в длину | 7,96       | 8 q        | 8,14                 | 5                    |
| Скотт Линкольн       | Толкание ядра  | 19,69      | 21         | завершил выступление | завершил выступление |
| Николас Перси        | Метание диска  | 61,81      | 20         | завершил выступление | завершил выступление |
| Лоуренс Окойе        | Метание диска  | 61,17      | 24         | завершил выступление | завершил выступление |

Женщины
| Спортсмен     | Дисциплина      | Полуфиналы | Полуфиналы | Финал                 | Финал                 |
| Спортсмен     | Дисциплина      | Результат  | Место      | Результат             | Место                 |
| ------------- | --------------- | ---------- | ---------- | --------------------- | --------------------- |
| Морган Лейк   | Прыжки в высоту | 1,88       | 15         | завершила выступление | завершила выступление |
| Молли Кодери  | Прыжки с шестом | NM         | —          | завершила выступление | завершила выступление |
| Холли Брэдшоу | Прыжки с шестом | 4,20       | 29         | завершила выступление | завершила выступление |

Комбинированные дисциплины — Семиборье
| Спортсмен                | Вид       | 100 м | ВЫ   | ЯД    | 200 м | ДЛ   | КО    | 800 м   | Сумма | Место |
| ------------------------ | --------- | ----- | ---- | ----- | ----- | ---- | ----- | ------- | ----- | ----- |
| Катарина Джонсон-Томпсон | Результат | 13,40 | 1,92 | 14,44 | 23,44 | 6,40 | 45,49 | 2.04,90 | 6844  | 2     |
| Катарина Джонсон-Томпсон | Баллы     | 1065  | 1132 | 823   | 1035  | 975  | 773   | 1041    | 6844  | 2     |
| Джейд О’Дауда            | Результат | 13,53 | 1,80 | 13,10 | 24,97 | 6,33 | 44,05 | 2.12,12 | 6280  | 10    |
| Джейд О’Дауда            | Баллы     | 1046  | 978  | 734   | 890   | 953  | 745   | 934     | 6280  | 10    |

## Настольный теннис
Великобритания завоевала одно место в личных соревнованиях женщин на Европейском квалификационном турнире 2024 года в Сараево, Босния и Герцеговина и одно место в личных соревнованиях мужчин по Рейтингу ITTF.
| Спортсмен     | Дисциплина     | 1/32 финала           | 1/16 финала           | 1/8 финала            | Четвертьфиналы        | Полуфиналы            | Финал / За 3 место    | Финал / За 3 место    |
| Спортсмен     | Дисциплина     | Соперник Результат    | Соперник Результат    | Соперник Результат    | Соперник Результат    | Соперник Результат    | Соперник Результат    | Место                 |
| ------------- | -------------- | --------------------- | --------------------- | --------------------- | --------------------- | --------------------- | --------------------- | --------------------- |
| Лиам Питчфорд | Мужчины личное | FIJВики Ву В 4-0      | SLOДарко Йоргич П 2-4 | завершил выступление  | завершил выступление  | завершил выступление  | завершил выступление  | завершил выступление  |
| Анна Хёрси    | Женщины личное | INDМаника Батра П 1-4 | завершила выступление | завершила выступление | завершила выступление | завершила выступление | завершила выступление | завершила выступление |

## Парусный спорт
Великобритания завоевала право выставить восемь лодок (яхт) в нижеследующих классах судов по результатам Чемпионата мира по парусному спорту 2023 года в Гааге, Нидерланды, одну по итогам Чемпионата мира 2024 года в классе 470 в Пальма-де-Мальорка, Испания и одну по итогам регаты «Последний шанс» в Йере, Франция. Великобритания стала одной из двух стран, кроме хозяев, получивших квоты на участие во всех категориях судов олимпийского турнира.
Гонки с выбыванием
| Спортсмен        | Дисциплина           | Открытые серии | Открытые серии | Открытые серии | Открытые серии | Открытые серии | Открытые серии | Открытые серии | Открытые серии | Открытые серии | Открытые серии | Открытые серии | Открытые серии | Открытые серии | Открытые серии | Открытые серии | Открытые серии | Открытые серии | Открытые серии | 1/4 финала | Полуфинал | Полуфинал | Полуфинал | Полуфинал | Полуфинал | Полуфинал | Полуфинал | Полуфинал | Финал                | Финал                | Финал                | Финал                | Финал                | Финал                | Финал                | Финал |
| Спортсмен        | Дисциплина           | 1              | 2              | 3              | 4              | 5              | 6              | 7              | 8              | 9              | 10             | 11             | 12             | 13             | 14             | 15             | 16             | Сумма          | Место          | Место      | 1         | 2         | 3         | 4         | 5         | 6         | Всего     | Место     | 1                    | 2                    | 3                    | 4                    | 5                    | 6                    | Всего                | Место |
| ---------------- | -------------------- | -------------- | -------------- | -------------- | -------------- | -------------- | -------------- | -------------- | -------------- | -------------- | -------------- | -------------- | -------------- | -------------- | -------------- | -------------- | -------------- | -------------- | -------------- | ---------- | --------- | --------- | --------- | --------- | --------- | --------- | --------- | --------- | -------------------- | -------------------- | -------------------- | -------------------- | -------------------- | -------------------- | -------------------- | ----- |
| Сэм Силлз        | Мужчины IQFoil       | 21             | 6              | 9              | 7              | 16             | 6              | 7              | 9              | 4              | 15             | 7              | 6              | 12             | отменены       | отменены       | отменены       | 88             | 8 QF           | 2 Q        | 4         | —         | —         | —         | —         | —         | —         | 4         | завершил выступление | завершил выступление | завершил выступление | завершил выступление | завершил выступление | завершил выступление | завершил выступление | 5     |
| Коннор Бенйбридж | Мужчины Формула Кайт | 4              | 8              | 3              | 7              | 7              | 11             | 11             | отменены       | отменены       | отменены       | отменены       | отменены       | отменены       | отменены       | отменены       | отменены       | 29             | 8 Q            | —          | 3         | —         | —         | —         | —         | —         | —         | 3         | завершил выступление | завершил выступление | завершил выступление | завершил выступление | завершил выступление | завершил выступление | завершил выступление | 8     |
| Эмма Уилсон      | Женщины IQFoil       | 1              | 2              | 1              | 2              | 17             | 1              | 1              | 1              | 1              | 3              | 1              | 1              | 3              | 3              | отменены       | отменены       | 18             | 1 F            | —          | —         | —         | —         | —         | —         | —         | —         | —         | 3                    | —                    | —                    | —                    | —                    | —                    | 3                    | 3     |
| Элеонор Олдбридж | Женщины Формула Кайт | 1              | 2              | 2              | 3              | 4              | 21             | отменены       | отменены       | отменены       | отменены       | отменены       | отменены       | отменены       | отменены       | отменены       | отменены       | 12             | 2 F            | —          | —         | —         | —         | —         | —         | —         | —         | —         | 1                    | 1                    | —                    | —                    | —                    | —                    | 3                    | 1     |

Медальные гонки
| Спортсмен                   | Дисциплина      | Гонка | Гонка | Гонка | Гонка | Гонка | Гонка | Гонка | Гонка | Гонка    | Гонка    | Гонка | Гонка | Гонка | Баллы | Место |
| Спортсмен                   | Дисциплина      | 1     | 2     | 3     | 4     | 5     | 6     | 7     | 8     | 9        | 10       | 11    | 12    | M*    | Баллы | Место |
| --------------------------- | --------------- | ----- | ----- | ----- | ----- | ----- | ----- | ----- | ----- | -------- | -------- | ----- | ----- | ----- | ----- | ----- |
| Майкл Бекетт                | Мужчины ILCA 7  | 19    | 9     | 15    | 8     | 4     | 4     | 44BFD | 8     | отменены | отменены | —     | —     | 20    | 87    | 6     |
| Ханна Шеллгроув             | Женщины ILCA 6  | 17    | 20    | 6     | 1     | 1     | 14    | 20    | 29    | 32       | отменена | —     | —     | EL    | 108   | 12    |
| Джеймс Питерс Финн Стерритт | Мужчины 49-й    | 18    | 11    | 13    | 6     | 5     | 4     | 5     | 11    | 1        | 19       | 6     | 5     | 14    | 99    | 7     |
| Фрейя Блэк Саския Тиди      | Женщины 49-й FX | 9     | 16    | 8     | 21BFD | 14    | 19    | 9     | 14    | 3        | 9        | 15    | 4     | EL    | 120   | 16    |
| Крис Грубе Вита Хиткоут     | Микст 470       | 2     | 16    | 8     | 5     | 12    | 21BFD | 15    | 7     | отменены | отменены | —     | —     | EL    | 65    | 11    |
| Джон Гимсон Анна Бёрнет     | Микст Накра 17  | 8     | 4     | 6     | 3     | 4     | 9     | 4     | 5     | 4        | 5        | 1     | 3     | 22DSQ | 69    | 4     |

M = Медальная гонка; EL = Выбыл — не участвовал в медальной гонке

## Плавание
Британские пловцы выполнили требования для участия в нижеследующих дисциплинах плавательного турнира Олимпиады (максимум два пловца, выполнивших Олимпийский квалификационный норматив (OST) или, возможно, Олимпийский рассматриваемый норматив (OCT)).
Мужчины
| Спортсмен                                                                  | Дисциплина                | Заплывы  | Заплывы | Полуфиналы           | Полуфиналы           | Финал                | Финал                |
| Спортсмен                                                                  | Дисциплина                | Время    | Место   | Время                | Место                | Время                | Место                |
| -------------------------------------------------------------------------- | ------------------------- | -------- | ------- | -------------------- | -------------------- | -------------------- | -------------------- |
| Бенджамин Прауд                                                            | 50 м вольный стиль        | 21,70    | 5 Q     | 21,38                | 1 Q                  | 21,30                | 2                    |
| Александр Кохун                                                            | 50 м вольный стиль        | 22,31    | 33      | завершил выступление | завершил выступление | завершил выступление | завершил выступление |
| Мэттью Ричардс                                                             | 100 м вольный стиль       | 48,40    | 13 Q    | 48,09                | 12                   | завершил выступление | завершил выступление |
| Джейкоб Уиттл                                                              | 100 м вольный стиль       | 48,47    | 18      | завершил выступление | завершил выступление | завершил выступление | завершил выступление |
| Мэттью Ричардс                                                             | 200 м вольный стиль       | 1.46,19  | 6 Q     | 1.45,63              | 7 Q                  | 1.44,74              | 2                    |
| Данкан Скотт                                                               | 200 м вольный стиль       | 1.46,34  | 11 Q    | 1.44,94              | 2 Q                  | 1.44,87              | 4                    |
| Киран Бёрд                                                                 | 400 м вольный стиль       | 3.47,54  | 16      | —                    | —                    | завершил выступление | завершил выступление |
| Даниэль Джервис                                                            | 1500 м вольный стиль      | 15.03,75 | 15      | —                    | —                    | завершил выступление | завершил выступление |
| Оливер Морган                                                              | 100 м на спине            | 53,44    | 11 Q    | 52,85                | 7 Q                  | 52,84                | 8                    |
| Джонатон Маршалл                                                           | 100 м на спине            | 53,93    | 16 Q    | 53,46                | 14                   | завершил выступление | завершил выступление |
| Оливер Морган                                                              | 200 м на спине            | 1.57,56  | 12 Q    | 1.57,28              | 12                   | завершил выступление | завершил выступление |
| Люк Гринбанк                                                               | 200 м на спине            | DSQ      |         |                      |                      |                      |                      |
| завершил выступление                                                       |                           |          |         |                      |                      |                      |                      |
| Адам Пити                                                                  | 100 м брасс               | 59,18    | 2 Q     | 58,86                | 1 Q                  | 59,05                | 2                    |
| Джеймс Уилби                                                               | 100 м брасс               | 59,40    | 6 Q     | 59,49                | 11                   | завершил выступление | завершил выступление |
| Джеймс Гай                                                                 | 100 м баттерфляй          | 52,23    | 23      | завершил выступление | завершил выступление | завершил выступление | завершил выступление |
| Данкан Скотт                                                               | 200 м комплекс            | 1.57,77  | 2 Q     | 1.56,49              | 3 Q                  | 1.55,31              | 2                    |
| Томас Дин                                                                  | 200 м комплекс            | 1.58,30  | =7 Q    | 1.56,92              | 6 Q                  | 1.56,46              | 5                    |
| Макс Литчфилд                                                              | 400 м комплекс            | 4.09,51  | 2 Q     | —                    | —                    | 4.08,85 NR           | 4                    |
| Мэттью Ричардс Джейкоб Уиттл Томас Дин Данкан Скотт Александр Кохун        | 4 × 100 м вольный стиль   | 3.12,49  | 3 Q     | —                    | —                    | 3.11,61              | 5                    |
| Джеймс Гай Томас Дин Мэттью Ричардс Данкан Скотт Киран Бёрд Джек Макмиллан | 4 × 200 м вольный стиль   | 7.05,11  | 1 Q     | —                    | —                    | 6.59,43              | 1                    |
| Оливер Морган Адам Пити Джо Литчфилд Мэттью Ричардс                        | 4 × 100 м комбинированная | 3.32,13  | 5 Q     | —                    | —                    | 3.29,60              | 4                    |
| Гектор Парду                                                               | 10 км открытая вода       | —        | —       | —                    | —                    | 1:51.50,8            | 6                    |
| Тоби Робинсон                                                              | 10 км открытая вода       | —        | —       | —                    | —                    | 1:56.43,0            | 14                   |

Женщины
| Спортсмен                                                 | Дисциплина                | Заплывы | Заплывы | Полуфиналы            | Полуфиналы            | Финал                 | Финал                 |
| Спортсмен                                                 | Дисциплина                | Время   | Место   | Время                 | Место                 | Время                 | Место                 |
| --------------------------------------------------------- | ------------------------- | ------- | ------- | --------------------- | --------------------- | --------------------- | --------------------- |
| Анна Хопкин                                               | 50 м вольный стиль        | 24,72   | 15 Q    | 24,50                 | 10                    | завершила выступление | завершила выступление |
| Анна Хопкин                                               | 100 м вольный стиль       | 53,67   | 10 Q    | 53,74                 | 11                    | завершила выступление | завершила выступление |
| Кэтлин Доусон                                             | 100 м на спине            | 1.00,69 | 18      | завершила выступление | завершила выступление | завершила выступление | завершила выступление |
| Меди Харрис                                               | 100 м на спине            | 1.00,85 | 19      | завершила выступление | завершила выступление | завершила выступление | завершила выступление |
| Хани Осрин                                                | 200 м на спине            | 2.09,57 | 5 Q     | 2.07,84               | 3 Q                   | 2.08,16               | 7                     |
| Кати Шенехен                                              | 200 м на спине            | 2.09,92 | 11 Q    | 2.08,52               | 7 Q                   | 2.07,53               | 5                     |
| Ангарад Эванс                                             | 100 м брасс               | 1.06,38 | 12 Q    | 1.05,99               | 6 Q                   | 1.05,85               | 6                     |
| Кианна Макиннес                                           | 100 м баттерфляй          | 57,90   | 16 Q    | 58,11                 | 16                    | завершила выступление | завершила выступление |
| Кианна Макиннес                                           | 200 м баттерфляй          | 2.08,46 | 7 Q     | 2.08,04               | 9                     | завершила выступление | завершила выступление |
| Лора Стивенс                                              | 200 м баттерфляй          | 2.10,46 | 14 Q    | 2.07,53               | 8 Q                   | 2.08,82               | 8                     |
| Эбби Вуд                                                  | 200 м комплекс            | 2.10,95 | 7 Q     | 2.09,64               | 4 Q                   | 2.09,51               | 5                     |
| Фрея Колберт                                              | 200 м комплекс            | 2.12,88 | =18     | завершила выступление | завершила выступление | завершила выступление | завершила выступление |
| Фрея Колберт                                              | 400 м комплекс            | 4.37,62 | 4 Q     | —                     | —                     | 4.35,67               | 4                     |
| Кати Шенехен                                              | 400 м комплекс            | 4.40,40 | 8 Q     | —                     | —                     | 4.40,17               | 7                     |
| Анна Хопкин Ева Окаро Люси Хоуп Фрея Андерсон             | 4 × 100 м вольный стиль   | 3.36,13 | 7 Q     | —                     | —                     | 3.35,25               | 7                     |
| Фрея Колберт Эбби Вуд Фрея Андерсон Люси Хоуп Меди Харрис | 4 × 200 м вольный стиль   | 7.53,49 | 7 Q     | —                     | —                     | 7.48,23               | 5                     |
| Кэтлин Доусон Ангарад Эванс Кианна Макиннес Анна Хопкин   | 4 × 100 м комбинированная | 3.58,34 | 10      | —                     | —                     | завершили выступление | завершили выступление |
| Леа Крисп                                                 | 10 км открытая вода       | —       | —       | —                     | —                     | 2:07.46,7             | 20                    |

Микст
| Спортсмен                                                        | Дисциплина                | Заплывы | Заплывы | Финал   | Финал |
| Спортсмен                                                        | Дисциплина                | Время   | Место   | Время   | Место |
| ---------------------------------------------------------------- | ------------------------- | ------- | ------- | ------- | ----- |
| Кэтлин Доусон Джеймс Уилби Данкан Скотт Анна Хопкин Джо Литчфилд | 4 × 100 м комбинированная | 3.43,73 | 5 Q     | 3.44,31 | 7     |

## Прыжки в воду
Великобритания завоевала максимальное количество квот в олимпийский турнир по прыжкам в воду на Чемпионате мира по водным видам спорта 2023 года в Фукуоке, Япония, Европейских играх 2023 в Жешуве, Польша и Чемпионате мира по водным видам спорта 2024 года в Дохе, Катар.
| Спортсмен                             | Дисциплина                             | Квалификация | Квалификация | Полуфинал | Полуфинал | Финал                 | Финал                 |
| Спортсмен                             | Дисциплина                             | Баллы        | Место        | Баллы     | Место     | Баллы                 | Место                 |
| ------------------------------------- | -------------------------------------- | ------------ | ------------ | --------- | --------- | --------------------- | --------------------- |
| Джек Ло                               | Мужчины 3-метровый трамплин            | 468,30       | 3 Q          | 467,05    | 3 Q       | 410,95                | 7                     |
| Джордан Хоулден                       | Мужчины 3-метровый трамплин            | 448,20       | 4 Q          | 445,55    | 5 Q       | 425,75                | 5                     |
| Ноа Уильямс                           | Мужчины 10-метровая вышка              | 446,70       | 8 Q          | 400,90    | 12 Q      | 497,35                | 3                     |
| Кайл Котари                           | Мужчины 10-метровая вышка              | 433,10       | 9 Q          | 443,55    | 6 Q       | 401,55                | 11                    |
| Ясмин Харпер                          | Женщины 3-метровый трамплин            | 295,75       | 9 Q          | 278,90    | 12 Q      | 305,10                | 5                     |
| Грейс Рид                             | Женщины 3-метровый трамплин            | 303,25       | 5 Q          | 290,05    | 7 Q       | 275,80                | 10                    |
| Андреа Спендолини-Сирьекс             | Женщины 10-метровая вышка              | 320,80       | =4 Q         | 367,00    | 3 Q       | 344,50                | 6                     |
| Лоис Тулсон                           | Женщины 10-метровая вышка              | 299,60       | 8 Q          | 278,50    | 13        | завершила выступление | завершила выступление |
| Энтони Гардинг Джек Ло                | Мужчины 3-метровый трамплин синхронные | —            | —            | —         | —         | 438,15                | 3                     |
| Том Дейли Ноа Уильямс                 | Мужчины 10-метровая вышка синхронные   | —            | —            | —         | —         | 463,44                | 2                     |
| Ясмин Харпер Скарлетт Мью Дженсен     | Женщины 3-метровый трамплин синхронные | —            | —            | —         | —         | 302,28                | 3                     |
| Андреа Спендолини-Сирьекс Лоис Тулсон | Женщины 10-метровая вышка синхронные   | —            | —            | —         | —         | 304,38                | 3                     |

## Прыжки на батуте
Великобритания завоевала по одному квотному месту в соревнования мужчин и женщин, заняв места в первой восьмерке на Чемпионате мира по прыжкам на батуте в Бирмингеме, Великобритания. Ещё одно место в женские соревнования Великобритания получила по итогам Серии этапов Кубка мира 2023—2024 годов.
| Спортсмен          | Дисциплина | Квалификация | Квалификация | Финал                 | Финал                 |
| Спортсмен          | Дисциплина | Баллы        | Место        | Баллы                 | Место                 |
| ------------------ | ---------- | ------------ | ------------ | --------------------- | --------------------- |
| Зак Перзаманос     | Мужчины    | 59,030       | 7 Q          | 59,840                | 4                     |
| Бриони Пейдж       | Женщины    | 55,620       | 5 Q          | 56,480                | 1                     |
| Изабелла Сонгхёрст | Женщины    | 52,920       | 14           | завершила выступление | завершила выступление |

## Регби-7
Женская команда Великобритании по регби-7 завоевала право на участие в олимпийском турнире, победив на Европейских играх 2023 года в Кракове, Польша.
| Команда        | Соревнование   | Групповая стадия   | Групповая стадия   | Групповая стадия | Групповая стадия | Четвертьфиналы | Полуфиналы                          | Финал / Матч за 3 место           | Финал / Матч за 3 место |
| Команда        | Соревнование   | Соперник Счёт      | Соперник Счёт      | Соперник Счёт    | Место            | Соперник Счёт  | Соперник Счёт                       | Соперник Счёт                     | Место                   |
| -------------- | -------------- | ------------------ | ------------------ | ---------------- | ---------------- | -------------- | ----------------------------------- | --------------------------------- | ----------------------- |
| Великобритания | Женский турнир | Ирландия · В 21-12 | Австралия · П 5-36 | ЮАР · В 26-17    | 2 Q              | США · L 7-17   | Классификация 5-8 · Китай · П 15-19 | Финал за 7-8 · Ирландия · В 28-12 | 7                       |

### Женский турнир
Состав команды
Состав команды был объявлен 19 июня 2024 года.
Тренер:  Ник Уолкер
- Эми Уилсон-Харди
- Элли Ботмэн[англ.]
- Элли Килдунне[англ.]
- Эмма Урен[англ.] (К)
- Грейс Кромптон[англ.]
- Хитер Коуэлл[англ.]
- Исла Норман-Белл[англ.]
- Джейд Шекеллс[англ.]
- Джасмин Джойс
- Лорен Торли[англ.]
- Лиза Томсон[англ.]
- Меган Джонс[англ.]

Групповой этап
| 28 июля 2024 15:30 | \| Ирландия \| 12:21 Протокол \| Великобритания \| | Стад-де-Френс, Париж Судьи: Кэт Руш (США) |
| Ирландия           | 12:21 Протокол                                     | Великобритания                            |

| 28 июля 2024 19:30 | \| Австралия \| 36:5 Протокол \| Великобритания \| | Стад-де-Френс, Париж Судьи: Мария Латос (Германия) |
| Австралия          | 36:5 Протокол                                      | Великобритания                                     |

| 29 июля 2024 14:00 | \| Великобритания \| 26:17 Протокол \| ЮАР \| | Стад-де-Френс, Париж Судьи: Тайлер Миллер (Австралия) |
| Великобритания     | 26:17 Протокол                                | ЮАР                                                   |

Четвертьфиналы
| 29 июля 2024 21:30 | \| Великобритания \| 7:17 Протокол \| США \| | Стад-де-Френс, Париж Судьи: Мэгги Кугер-Ор (Новая Зеландия) |
| Великобритания     | 7:17 Протокол                                | США                                                         |

Классификация за 5-8 места
| 30 июля 2024 14:30 | \| Китай \| 19:15 Протокол \| Великобритания \| | Стад-де-Френс, Париж Судьи: Киско Лопес (США) |
| Китай              | 19:15 Протокол                                  | Великобритания                                |

Матч за 7 место
| 30 июля 2024 18:00 | \| Великобритания \| 28:12 Протокол \| Ирландия \| | Стад-де-Френс, Париж Судьи: Тайлер Миллер (Австралия) |
| Великобритания     | 28:12 Протокол                                     | Ирландия                                              |

## Синхронное плавание
Великобритания завоевала право выставить дуэт в олимпийском турнире по синхронному плаванию на Чемпионате мира по водным видам спорта 2024 года в Дохе, Катар.
| Спортсмен                  | Дисциплина | Техническая программа | Техническая программа | Произвольная программа | Произвольная программа | Сумма    | Сумма |
| Спортсмен                  | Дисциплина | Баллы                 | Место                 | Баллы                  | Место                  | Баллы    | Место |
| -------------------------- | ---------- | --------------------- | --------------------- | ---------------------- | ---------------------- | -------- | ----- |
| Кейт Шортман Изабелла Торп | Дуэты      | 264,0282              | 4                     | 294,5085               | 1                      | 558,5367 | 2     |

## Скейтбординг
Великобритания получила одно место в мужских и два места в женских соревнованиях в дисциплине парк на основании Олимпийского рейтинга OWSR.
| Спортсмен       | Дисциплина   | Заезд | Заезд | Финал                 | Финал                 |
| Спортсмен       | Дисциплина   | Счет  | Место | Счет                  | Место                 |
| --------------- | ------------ | ----- | ----- | --------------------- | --------------------- |
| Энди Макдональд | Парк мужчины | 77,66 | 18    | завершил выступление  | завершил выступление  |
| Скай Браун      | Парк Женщины | 84,75 | 4 Q   | 92,31                 | 3                     |
| Лола Тэмблинг   | Парк Женщины | 73,85 | 15    | завершила выступление | завершила выступление |

## Современное пятиборье
Великобритания завоевала одно место в женский турнир на Чемпионате мира по современному пятиборью 2023 года в Бате, Великобритания и по одному месту в мужской и женский турниры на Европейских играх 2023 года в Кракове, Польша. Ещё одно место в мужской турнир Великобритания получила по Мировому рейтингу UIPM.

### Полуфиналы
| Спортсмен      | Дисциплина     | Фехтование (шпага до 1 укола) | Фехтование (шпага до 1 укола) | Фехтование (шпага до 1 укола) | Фехтование (шпага до 1 укола) | Плавание (200 м вольный стиль) | Плавание (200 м вольный стиль) | Плавание (200 м вольный стиль) | Конный спорт (конкур) | Конный спорт (конкур) | Конный спорт (конкур) | Конный спорт (конкур) | Комбинация: стрельба и бег (10 м пистолет)/(3200 м) | Комбинация: стрельба и бег (10 м пистолет)/(3200 м) | Комбинация: стрельба и бег (10 м пистолет)/(3200 м) | Сумма | Место  |
| Спортсмен      | Дисциплина     | ОР                            | БР                            | Место                         | Баллы                         | Время                          | Место                          | Баллы                          | Время                 | Штраф                 | Место                 | Баллы                 | Время                                               | Место                                               | Баллы                                               | Сумма | Место  |
| -------------- | -------------- | ----------------------------- | ----------------------------- | ----------------------------- | ----------------------------- | ------------------------------ | ------------------------------ | ------------------------------ | --------------------- | --------------------- | --------------------- | --------------------- | --------------------------------------------------- | --------------------------------------------------- | --------------------------------------------------- | ----- | ------ |
| Джозеф Чунг    | Мужской турнир | 14-21                         | 8                             | 29                            | 203                           | 1.58,71                        | 1                              | 313                            | 57,86                 | 14                    | 13                    | 286                   | 10.05,18                                            | 1                                                   | 695                                                 | 1497  | 8 Q    |
| Чарли Браун    | Мужской турнир | 14-21                         | 0                             | 27                            | 195                           | 2.02,45                        | 8                              | 306                            | 62,47                 | 0                     | 5                     | 300                   | 10.07,85                                            | 2                                                   | 693                                                 | 1494  | 10     |
| Кейт Френч     | Женский турнир | 23-12                         | 0                             | 240                           | 3                             | 2.15,56                        | 6                              | 279                            | 60,65                 | 7                     | 9                     | 293                   | 11.54,55                                            | 11                                                  | 586                                                 | 1398  | 5 Q WD |
| Керенца Бризон | Женский турнир | 21-14                         | 4                             | 230                           | 5                             | 2.20,92                        | 14                             | 269                            | 59,83                 | 0                     | 4                     | 300                   | 11.41,88                                            | 7                                                   | 599                                                 | 1402  | 1 Q OR |

### Финалы
| Спортсмен      | Дисциплина     | Фехтование (шпага до 1 укола) | Фехтование (шпага до 1 укола) | Фехтование (шпага до 1 укола) | Фехтование (шпага до 1 укола) | Плавание (200 м вольный стиль) | Плавание (200 м вольный стиль) | Плавание (200 м вольный стиль) | Конный спорт (конкур) | Конный спорт (конкур) | Конный спорт (конкур) | Конный спорт (конкур) | Комбинация: стрельба и бег (10 м пистолет)/(3200 м) | Комбинация: стрельба и бег (10 м пистолет)/(3200 м) | Комбинация: стрельба и бег (10 м пистолет)/(3200 м) | Сумма | Место |
| Спортсмен      | Дисциплина     | ОР                            | БР                            | Место                         | Баллы                         | Время                          | Место                          | Баллы                          | Время                 | Штраф                 | Место                 | Баллы                 | Время                                               | Место                                               | Баллы                                               | Сумма | Место |
| -------------- | -------------- | ----------------------------- | ----------------------------- | ----------------------------- | ----------------------------- | ------------------------------ | ------------------------------ | ------------------------------ | --------------------- | --------------------- | --------------------- | --------------------- | --------------------------------------------------- | --------------------------------------------------- | --------------------------------------------------- | ----- | ----- |
| Джозеф Чунг    | Мужской турнир | 14-21                         | 4                             | 29                            | 199                           | 1.57,52                        | 1                              | 315                            | 61,07                 | 7                     | 10                    | 293                   | 9:48.09                                             | 4                                                   | 712                                                 | 1519  | 9     |
| Керенца Бризон | Женский турнир | 21-14                         | 0                             | 230                           | 5                             | 2.21,77                        | 15                             | 267                            | 62,27                 | 14                    | 16                    | 286                   | 11.19,12                                            | 10                                                  | 621                                                 | 1404  | 9     |

## Спортивное скалолазание
Великобритания завоевала по одному месту в мужской комбинации боулдеринга и лазания на трудность на Европейском квалификационном турнире в Лавале, Франция и по итогам Олимпийской квалификационной серии, а также два места в женской комбинации боулдеринга и лазания на трудность по итогам Олимпийской квалификационной серии.
Комбинация боулдеринга и лазания на трудность
| Спортсмен          | Категория | Квалификация | Квалификация | Квалификация | Квалификация | Квалификация | Квалификация | Финал                 | Финал                 | Финал                 | Финал                 | Финал                 | Финал |
| Спортсмен          | Категория | Боулдеринг   | Боулдеринг   | Трудность    | Трудность    | Всего        | Место        | Боулдеринг            | Боулдеринг            | Трудность             | Трудность             | Всего                 | Место |
| Спортсмен          | Категория | Результат    | Место        | Результат    | Место        | Всего        | Место        | Результат             | Место                 | Результат             | Место                 | Всего                 | Место |
| ------------------ | --------- | ------------ | ------------ | ------------ | ------------ | ------------ | ------------ | --------------------- | --------------------- | --------------------- | --------------------- | --------------------- | ----- |
| Тоби Робертс       | Мужчины   | 54,1         | 3            | 68,1         | =2           | 122,2        | 2 Q          | 63,1                  | 3                     | 92,1                  | 3                     | 155,2                 | 1     |
| Хамиш Макартур     | Мужчины   | 34,2         | 8            | 45,1         | 8            | 79,3         | 8 Q          | 53,9                  | 4                     | 72,0                  | 6                     | 125,9                 | 5     |
| Эрин Макнис        | Женщины   | 59,6         | 10           | 64,1         | 7            | 123,7        | 7 Q          | 59,5                  | =4                    | 68,1                  | 6                     | 127,6                 | 5     |
| Молли Томпсон-Смит | Женщины   | 9,8          | 19           | 57,0         | 9            | 66,8         | 19           | завершила выступление | завершила выступление | завершила выступление | завершила выступление | завершила выступление | 19    |

## Стрельба
Великобритания завоевала шесть мест в различных дисциплинах олимпийского турнира стрелков на разных этапах отбора, включая Чемпионат мира по стендовой стрельбе 2022 года в Осиеке, Хорватия, Чемпионат Европы по стендовой стрельбе 2022 года в Ларнаке, Кипр, Олимпийский квалификационный турнир ISSF по пулевой стрельбе 2024 года в Дохе, Катар и Мировой олимпийский рейтинг. Кроме того, согласно правилам ISSF, стрелки, получившие квотированное место, могут также принять участие в других соревнованиях, для участия в которых у них есть достаточный квалификационный балл. Это правило позволило Шинейд Макинтош принять участие в соревнованиях по стрельбе из винтовки из трех положений на дистанции 50 метров, а Майклу Барджерону — в стрельбе из винтовки на дистанции 10 м.
Мужчины
| Спортсмен           | Дисциплина                           | Квалификация | Квалификация | Финал                | Финал                |
| Спортсмен           | Дисциплина                           | Баллы        | Место        | Баллы                | Место                |
| ------------------- | ------------------------------------ | ------------ | ------------ | -------------------- | -------------------- |
| Майкл Барджерон     | Винтовка из 3-х положений, 50 метров | 584          | 29           | завершил выступление | завершил выступление |
| Майкл Барджерон     | Пневматическая винтовка, 10 метров   | 620,7        | 47           | завершил выступление | завершил выступление |
| Натан Хейлc         | Трап                                 | 123          | 2 Q          | 48 OR                | 1                    |
| Мэттью Ковард-Холли | Трап                                 | 117          | 25           | завершил выступление | завершил выступление |

Женщины
| Спортсмен       | Дисциплина                           | Квалификация | Квалификация | Финал                 | Финал                 |
| Спортсмен       | Дисциплина                           | Баллы        | Место        | Баллы                 | Место                 |
| --------------- | ------------------------------------ | ------------ | ------------ | --------------------- | --------------------- |
| Шинейд Макинтош | Винтовка из 3-х положений, 50 метров | 586          | 12           | завершила выступление | завершила выступление |
| Шинейд Макинтош | Пневматическая винтовка, 10 метров   | 624.5        | 37           | завершила выступление | завершила выступление |
| Люси Холл       | Трап                                 | 117          | 14           | завершила выступление | завершила выступление |
| Эмбер Раттер    | Скит                                 | 122          | 2 Q          | 55+6                  | 2                     |

## Стрельба из лука
Великобритания завоевала максимальное представительство в олимпийском турнире стрелков из лука, получив право выставить команды и трех участников в личных соревнованиях у мужчин и женщин, а также пару в миксте.
| Спортсмен                               | Дисциплина                        | Предварительный раунд | Предварительный раунд | 1/32 финала                 | 1/16 финала           | 1/8 финала            | Четвертьфиналы        | Полуфиналы            | Финал / За 3 место    | Финал / За 3 место    |
| Спортсмен                               | Дисциплина                        | Результат             | Посев                 | Соперник Счет               | Соперник Счет         | Соперник Счет         | Соперник Счет         | Соперник Счет         | Соперник Счет         | Место                 |
| --------------------------------------- | --------------------------------- | --------------------- | --------------------- | --------------------------- | --------------------- | --------------------- | --------------------- | --------------------- | --------------------- | --------------------- |
| Конор Холл                              | Мужчины индивидуальное первенство | 652                   | 46                    | FRAЖан-Шарль Валладон В 6-4 | GBRТом Холл П 5-6     | завершил выступление  | завершил выступление  | завершил выступление  | завершил выступление  | завершил выступление  |
| Том Холл                                | Мужчины индивидуальное первенство | 645                   | 51                    | INDТарундип Рай В 6-4       | GBRКонор Холл В 6-5   | GERФлориан Унру П 3-7 | завершил выступление  | завершил выступление  | завершил выступление  | завершил выступление  |
| Алекс Уайз                              | Мужчины индивидуальное первенство | 664                   | 27                    | CHNЛи Чжунюань В 6-4        | FRAБатист Аддис П 3-7 | завершил выступление  | завершил выступление  | завершил выступление  | завершил выступление  | завершил выступление  |
| Конор Холл Том Холл Алекс Уайз          | Мужчины командное первенство      | 1961                  | 12                    | —                           | —                     | Тайвань · П 0-6       | завершили выступление | завершили выступление | завершили выступление | завершили выступление |
| Меган Хейверс                           | Женщины индивидуальное первенство | 635                   | 49                    | ESPЭлия Каналес В 6-0       | FRAАмели Кордо В 6-5  | KORЛим Си Хён П 1-7   | завершила выступление | завершила выступление | завершила выступление | завершила выступление |
| Пенни Хили                              | Женщины индивидуальное первенство | 631                   | 52                    | KORЧон Хон Ён П 2-6         | завершила выступление | завершила выступление | завершила выступление | завершила выступление | завершила выступление | завершила выступление |
| Брайони Питман                          | Женщины индивидуальное первенство | 646                   | 41                    | MEXАнхела Руис В6-2         | CHNЛи Цзямань П 0-6   | завершила выступление | завершила выступление | завершила выступление | завершила выступление | завершила выступление |
| Меган Хейверс Пенни Хили Брайони Питман | Женщины командное первенство      | 1912                  | 11                    | —                           | —                     | Германия · П 0-6      | завершили выступление | завершили выступление | завершили выступление | завершили выступление |
| Алекс Уайз Брайони Питман               | Микст команды                     | 1310                  | 19                    | —                           | завершили выступление | завершили выступление | завершили выступление | завершили выступление | завершили выступление | завершили выступление |

## Теннис

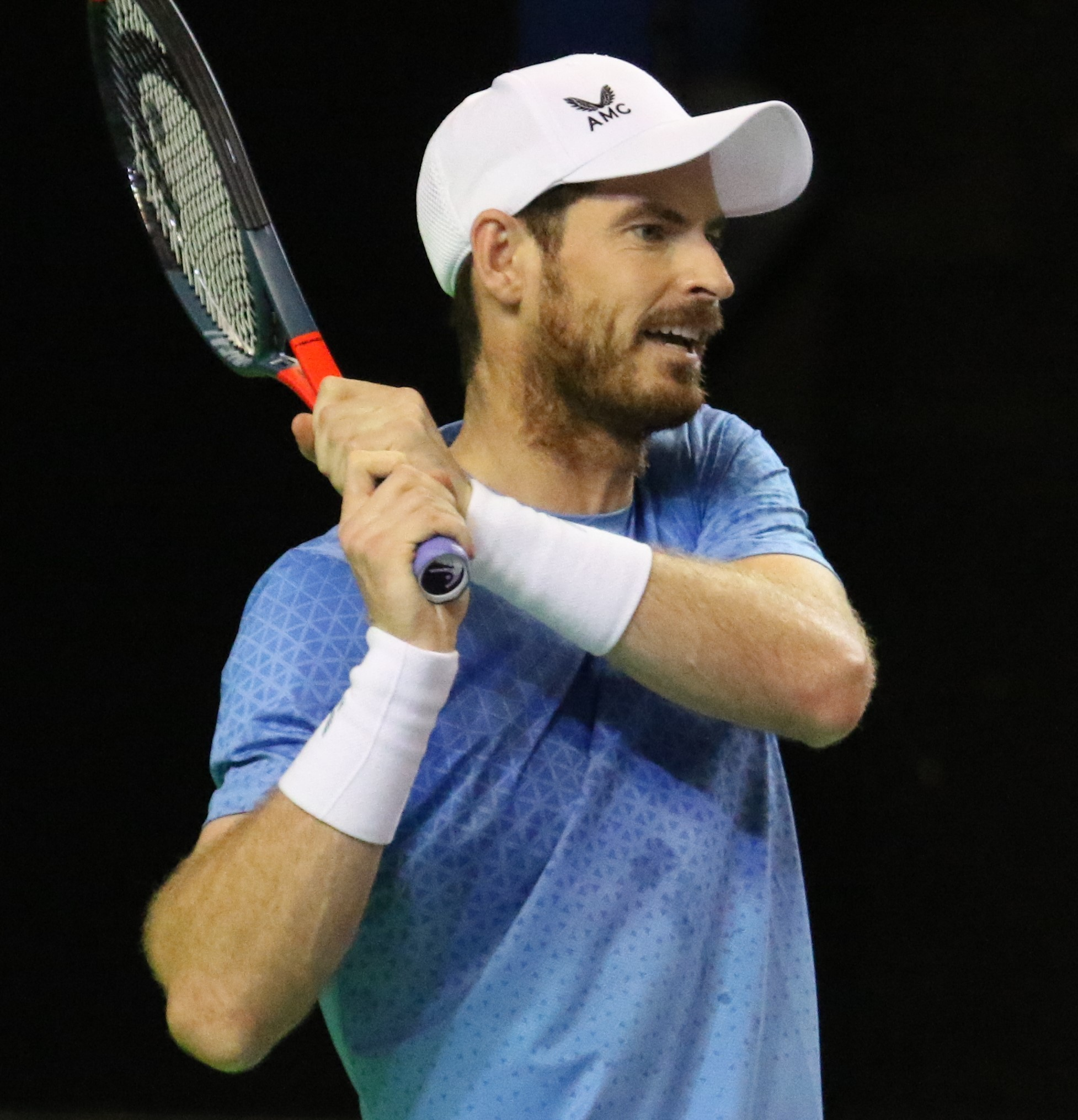
Олимпийские игры в Париже стали последним турниром в карьере теннисиста Энди Маррея

Великобритания получила четыре места в мужской одиночный и два места в мужской парный турниры по рейтингу ATP и по одному месту в женский одиночный и парный турниры по рейтингу WTA.
| Спортсмен                 | Дисциплина        | 1/32 финала                    | 1/16 финала                                                  | 1/8 финала                                      | Четвертьфиналы                           | Полуфиналы            | Финал / За 3 место    | Финал / За 3 место    |
| Спортсмен                 | Дисциплина        | Соперник Счёт                  | Соперник Счёт                                                | Соперник Счёт                                   | Соперник Счёт                            | Соперник Счёт         | Соперник Счёт         | Место                 |
| ------------------------- | ----------------- | ------------------------------ | ------------------------------------------------------------ | ----------------------------------------------- | ---------------------------------------- | --------------------- | --------------------- | --------------------- |
| Кэмерон Норри             | Мужчины одиночный | DNS                            | DNS                                                          | DNS                                             | DNS                                      | DNS                   | DNS                   | DNS                   |
| Дэниел Эванс              | Мужчины одиночный | TUNМоэс Эшарги В 6-2, 4-6, 6-2 | GREСтефанос Циципас П 1-6, 2-6                               | завершил выступление                            | завершил выступление                     | завершил выступление  | завершил выступление  | завершил выступление  |
| Джек Дрейпер              | Мужчины одиночный | JPNКэй Нисикори В 6-1, 6-4     | USAТейлор Фриц П 7-6, 3-6, 2-6                               | завершил выступление                            | завершил выступление                     | завершил выступление  | завершил выступление  | завершил выступление  |
| Джо Солсбери Нил Скупски  | Мужчины пары      | —                              | CZEТомаш Махач Адам Павласек П 6-4, 3-6, [8-10]              | завершили выступление                           | завершили выступление                    | завершили выступление | завершили выступление | завершили выступление |
| Энди Маррей Дэниел Эванс  | Мужчины пары      | —                              | JPNТаро Даниэль Кэй Нисикори В 2-6, 7-6, [11-9]              | BELСандер Жийе Йоран Влиген В 6-3, 6-7, [11-9]  | USAТейлор Фриц Томми Пол П 2-6, 4-6      | завершили выступление | завершили выступление | завершили выступление |
| Кэти Боултер              | Женщины одиночный | SVKАнна К. Шмидлова П 4-6, 2-6 | завершила выступление                                        | завершила выступление                           | завершила выступление                    | завершила выступление | завершила выступление | завершила выступление |
| Кэти Боултер Хезер Уотсон | Женщины пары      | —                              | GERАнжелика Кербер Лаура Зигемунд В 6-2, 6-3                 | BRAБеатрис Хаддад Майя Луиза Стефани В 6-3, 6-4 | ITAСара Эррани Жасмин Паолини П 3-6, 1-6 | завершили выступление | завершили выступление | завершили выступление |
| Джо Солсбери Хезер Уотсон | Микст             | —                              | CANГабриэла Дабровски Феликс Оже-Альяссим П 5-7, 6-4, [3-10] | завершили выступление                           | завершили выступление                    | завершили выступление | завершили выступление | завершили выступление |

## Триатлон

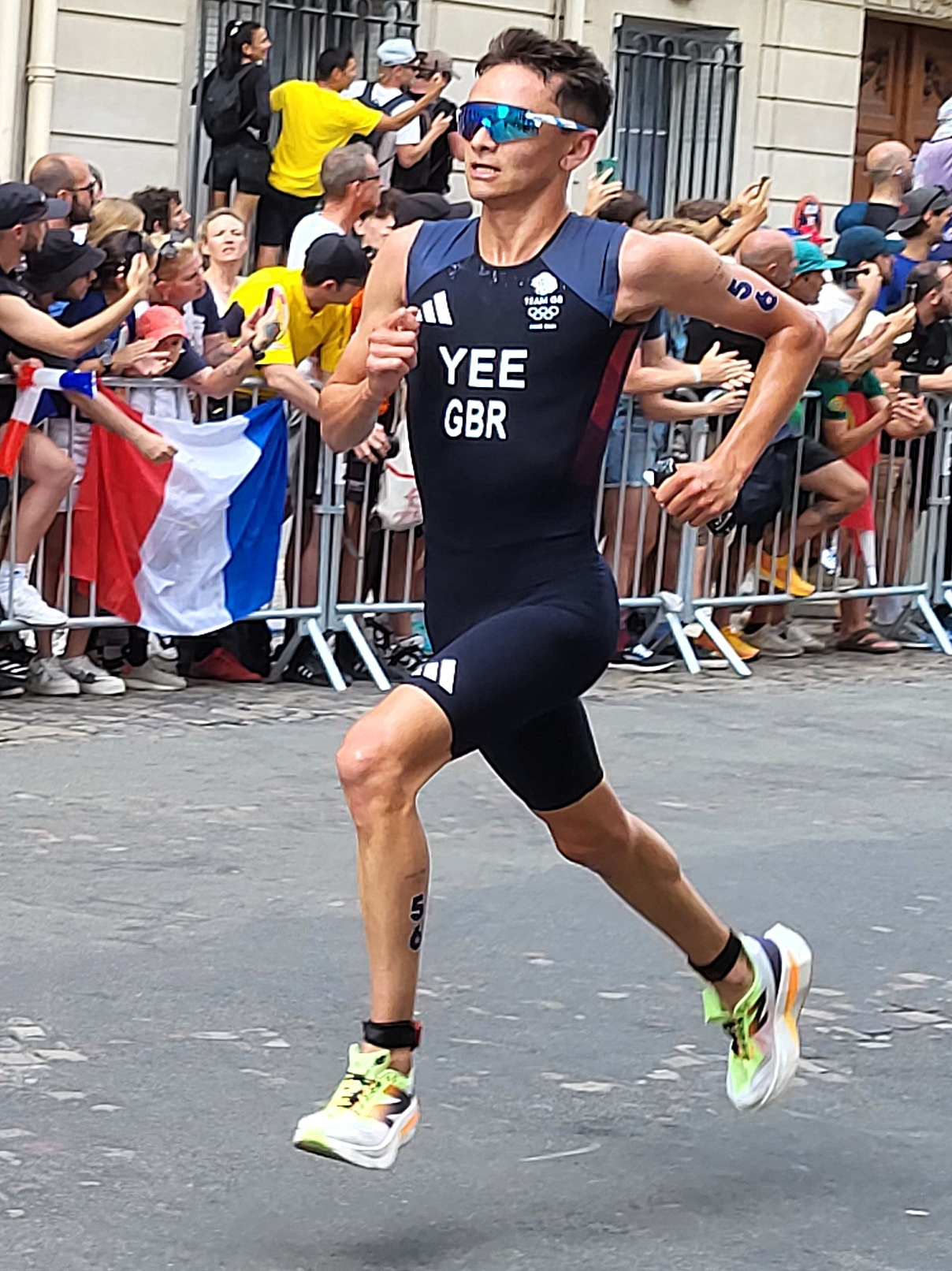
Алекс Йи на дистанции

Великобритания завоевала по два квотных места в соревнования мужчин и женщин, заняв второе место на Чемпионате мира в смешанных эстафетах 2022 года в Монреале, Канада и получила одну квоту в соревнования женщин согласно индивидуальному олимпийскому рейтингу World Triathlon.
Личное
| Спортсмен             | Категория | Время             | Время     | Время             | Время     | Время       | Время   | Место |
| Спортсмен             | Категория | Плавание (1,5 км) | Переход 1 | Велосипед (40 км) | Переход 2 | Бег (10 км) | Всего   | Место |
| --------------------- | --------- | ----------------- | --------- | ----------------- | --------- | ----------- | ------- | ----- |
| Алекс Йи              | Мужчины   | 20,37             | 0,50      | 51,57             | 0,22      | 29,47       | 1.43,33 | 1     |
| Сэм Дикинсон          | Мужчины   | 20,52             | 0,47      | 51,43             | 0,22      | DNF         | DNF     | DNF   |
| Бет Поттер            | Женщины   | 22,25             | 0,54      | 58,26             | 0,26      | 32,59       | 1.55,10 | 3     |
| Джорджия Тейлор-Браун | Женщины   | 22,41             | 0,53      | 58,12             | 0,29      | 34,20       | 1.56,35 | 6     |
| Кейт Во               | Женщины   | 24,17             | 0,51      | 57,39             | 0,28      | 34,33       | 1.57,48 | 15    |

Эстафета
| Спортсмен             | Категория      | Время            | Время     | Время            | Время     | Время      | Время   | Место |
| Спортсмен             | Категория      | Плавание (300 м) | Переход 1 | Велосипед (7 км) | Переход 2 | Бег (2 км) | Всего   | Место |
| --------------------- | -------------- | ---------------- | --------- | ---------------- | --------- | ---------- | ------- | ----- |
| Алекс Йи              | Микст эстафета | 4,13             | 1,04      | 9,36             | 0,26      | 4,44       | 20,03   | 1     |
| Джорджия Тейлор-Браун | Микст эстафета | 4,54             | 1,06      | 10,40            | 0,27      | 5,38       | 22,45   | 2     |
| Сэм Дикинсон          | Микст эстафета | 4,22             | 1,01      | 9,39             | 0,24      | 4,58       | 20,18   | 1     |
| Бет Поттер            | Микст эстафета | 4,53             | 1,06      | 10,31            | 0,25      | 5,39       | 22,34   | 3     |
| Всего                 | Микст эстафета | —                | —         | —                | —         | —          | 1:25.40 | 3     |

## Тхэквондо
Великобритания завоевала два места в мужском и два места в женском турнирах в соответствии с рейтингом WT.
| Спортсмен        | Дисциплина          | 1/8 финала                       | Четвертьфиналы                      | Полуфиналы                            | Утеш. поединки             | Финал/За 3 место                | Финал/За 3 место |
| Спортсмен        | Дисциплина          | Соперник Результат               | Соперник Результат                  | Соперник Результат                    | Соперник Результат         | Соперник Результат              | Место            |
| ---------------- | ------------------- | -------------------------------- | ----------------------------------- | ------------------------------------- | -------------------------- | ------------------------------- | ---------------- |
| Брэдли Синден    | Мужчины до 68 кг    | PNGКевин Кассман В 12-0, 15-3    | CROМарко Голубич В 8-6, 9-11, 18-10 | JORЗаид Карим П 2-1, 2-4, 2-10        | —                          | CHNЛян Юшуай П WDR              | 5=               |
| Кейден Каннингем | Мужчины свыше 80 кг | NIGАбдулразак Иссуфу В 6-5, 0-0  | CUBРафаэль Альба В 0-0, 0-4, 4-2    | CIVШейк Саллах Сиссе В 11-6, 5-7, 5-5 | —                          | IRIАриан Салими П 6-3, 1-9, 3-6 | 2                |
| Джейд Джонс      | Женщины до 57 кг    | MKDМиляна Релики П 6-7, 5-4, 1-1 | завершила выступление               | завершила выступление                 | завершила выступление      | завершила выступление           | 11=              |
| Ребекка Макгоуэн | Женщины свыше 67 кг | FIJВенис Трейл В 13-0, 13-0      | UZBСветлана Осипова П 6-14, 2-14    | —                                     | CIVАстан Батили В 1-0, 2-0 | TURНафия Куш П 9-7, 2-4, 2-6    | 5=               |

## Тяжёлая атлетика
Великобритания получила одно место в женских соревнованиях в соответствии с олимпийским рейтингом IWF.
| Спортсмен      | Категория           | Рывок     | Рывок | Толчок    | Толчок | Всего | Место |
| Спортсмен      | Категория           | Результат | Место | Результат | Место  | Всего | Место |
| -------------- | ------------------- | --------- | ----- | --------- | ------ | ----- | ----- |
| Эмили Кэмпбелл | Женщины свыше 81 кг | 126       | 3     | 162       | 3      | 288   | 3     |

## Хоккей на траве
Мужская и женская сборные Великобритании по хоккею на траве завоевали право участвовать в олимпийских турнирах, войдя в число трех лучших команд на Олимпийских квалификационных турнирах в Маскате, Оман у мужчин и в Валенсии, Испания у женщин соответственно.
| Команда        | Соревнование   | Групповая стадия | Групповая стадия  | Групповая стадия   | Групповая стадия | Групповая стадия  | Групповая стадия | Четвертьфиналы         | Полуфиналы            | Финал / За 3 место    | Финал / За 3 место |
| Команда        | Соревнование   | Соперник Счёт    | Соперник Счёт     | Соперник Счёт      | Соперник Счёт    | Соперник Счёт     | Место            | Соперник Счёт          | Соперник Счёт         | Соперник Счёт         | Место              |
| -------------- | -------------- | ---------------- | ----------------- | ------------------ | ---------------- | ----------------- | ---------------- | ---------------------- | --------------------- | --------------------- | ------------------ |
| Великобритания | Мужской турнир | Испания · В 4-0  | ЮАР · Н 2-2       | Нидерланды · Н 2-2 | Франция · В 2-1  | Германия · П 1-2  | 3 Q              | Индия · П 1-1 пен. 2-4 | завершили выступление | завершили выступление | 7                  |
| Великобритания | Женский турнир | Испания · П 1-2  | Австралия · П 0-4 | ЮАР · В 2-1        | США · В 5-2      | Аргентина · П 0-3 | 4 Q              | Нидерланды · П 1-3     | завершила выступление | завершила выступление | 8                  |

### Мужской турнир
Состав команды
Состав команды был объявлен 18 июня 2024 года.
Тренер:  Поль Ревингтон
- Ник Парк[англ.] ЗЩ
- Джек Уоллер[англ.] ЗЩ
- Джвид Эймс[англ.] (К) ЗЩ
- Джейкоб Дрейпер ПЗ
- Захари Уоллес[англ.] ПЗ
- Руперт Шипперли[англ.] НП
- Сэм Уорд[англ.] НП
- Джеймс Элбери[англ.] ЗЩ
- Фил Ропер[англ.] ПЗ
- Дэвид Гудфилд[англ.] ПЗ
- Олли Пэйн[англ.] ГК
- Лиам Сэнфорд[англ.] ЗЩ
- Ли Мортон[англ.] ПЗ
- Том Сорсби[англ.] ПЗ
- Конор Уильямсон[англ.] ЗЩ
- Уилл Калнан[англ.] НП
- Тим Нёрс[англ.] ПЗ
- Гарет Фурлонг[англ.] ЗЩ

Групповой этап
| Поз | Команда        | И | В | Н | П | МЗ | МП | РМ  | О  | Квалификация   |
| --- | -------------- | - | - | - | - | -- | -- | --- | -- | -------------- |
| 1   | Германия       | 5 | 4 | 0 | 1 | 16 | 6  | +10 | 12 | Четвертьфиналы |
| 2   | Нидерланды     | 5 | 3 | 1 | 1 | 16 | 9  | +7  | 10 | Четвертьфиналы |
| 3   | Великобритания | 5 | 2 | 2 | 1 | 11 | 7  | +4  | 8  | Четвертьфиналы |
| 4   | Испания        | 5 | 2 | 1 | 2 | 11 | 12 | −1  | 7  | Четвертьфиналы |
| 5   | ЮАР            | 5 | 1 | 1 | 3 | 11 | 17 | −6  | 4  |                |
| 6   | Франция (Х)    | 5 | 0 | 1 | 4 | 8  | 22 | −14 | 1  |                |

| 27 июля 2024 10:00                          | \| Великобритания \| 4:0 Отчет \| Испания \| \| Парк 13' · Фурлонг 16', 48' · Шипперлей 58' \| Голы \| \| | Ив дю Мануар (Коломб, Париж), поле 1 Судьи: Стив Роджерс (Австралия), Рагу Прасад (Индия) |
| Великобритания                              | 4:0 Отчет                                                                                                 | Испания                                                                                   |
| Парк 13' · Фурлонг 16', 48' · Шипперлей 58' | Голы |                                                                                           |

| 28 июля 2024 20:15      | \| ЮАР \| 2:2 Отчет \| Великобритания \| \| Хобсон 11' · Шервуд 53' \| Голы \| Ропер 32' · Шипперлей 59' \| | Ив дю Мануар (Коломб, Париж), поле 2 Судьи: Марцин Грохал (Польша), Лорен Дельфорж (Бельгия) |
| ЮАР                     | 2:2 Отчет                                                                                                   | Великобритания                                                                               |
| Хобсон 11' · Шервуд 53' | Голы | Ропер 32' · Шипперлей 59'                                                                    |

| 30 июля 2024 12:45 | \| Великобритания \| 2:2 Отчет \| Нидерланды \| | Ив дю Мануар (Коломб, Париж), поле 1 Судьи: Габриэль Лабате (Аргентина), Бен Гёнтген (Германия) |
| Великобритания     | 2:2 Отчет                                       | Нидерланды                                                                                      |

| 1 августа 2024 12:45 | \| Франция \| 1:2 Отчет \| Великобритания \| | Ив дю Мануар (Коломб, Париж), поле 1 Судьи: Шон Рапапорт (ЮАР), Дэвид Томлинсон (Новая Зеландия) |
| Франция              | 1:2 Отчет                                    | Великобритания                                                                                   |

| 2 августа 2024 20:15 | \| Великобритания \| 1:2 Отчет \| Германия \| | Ив дю Мануар (Коломб, Париж), поле 2 Судьи: Коэн ван Бюнге (Нидерланды), Гарет Гринфилд (Новая Зеландия) |
| Великобритания       | 1:2 Отчет                                     | Германия                                                                                                 |

Четвертьфиналы
| 4 августа 2024 10:00                      | \| Индия \| 1:1 п. 4:2 Отчет \| Великобритания \| \| Харманприт 22' \| Голы \| Мортон 28' \| \| Харманприт · Сукджиет · Лалит · Кумар Пал \| Пенальти \| Элбери · Уоллос · Уильямсон · Рупер \| | Ив дю Мануар (Коломб, Париж), поле 1 Судьи: Шин Рапапорт (ЮАР), Стив Роджерс (Австралия) |
| Индия                                     | 1:1 п. 4:2 Отчет | Великобритания                                                                           |
| Харманприт 22'                            | Голы | Мортон 28'                                                                               |
| Харманприт · Сукджиет · Лалит · Кумар Пал | Пенальти | Элбери · Уоллос · Уильямсон · Рупер                                                      |

### Женский турнир
Состав команды
Состав команды был объявлен 14 июня 2024 года.
Тренер:  Давид Ральф
| №  | Позиция | Игрок           | Дата рождения / возраст   | Матчи | Голы | Клуб                    |
| -- | ------- | --------------- | ------------------------- | ----- | ---- | ----------------------- |
| 4  | ПЗ      | Лора Роупер     | 8 март 1988 (36 лет)      | 350   | 22   | East Grinstead          |
| 6  | Защ     | Анна Томан      | 29 апрель 1993 (31 лет)   | 139   | 14   | Wimbledon               |
| 7  | Нап     | Ханна Френч     | 30 декабрь 1994 (29 лет)  | 144   | 55   | Surbiton                |
| 8  | ПЗ      | Сара Джонс      | 25 июнь 1990 (34 лет)     | 178   | 30   | Wimbledon               |
| 9  | Защ     | Эми Костелло    | 14 январь 1998 (26 лет)   | 134   | 19   | Surbiton                |
| 10 | Нап     | Сара Робертсон  | 27 сентябрь 1993 (30 лет) | 207   | 26   | Loughborough Students   |
| 12 | Нап     | Шарлотта Уотсон | 23 апрель 1998 (26 лет)   | 115   | 33   | Loughborough Students   |
| 14 | ПЗ      | Тесса Говард    | 6 январь 1999 (25 лет)    | 91    | 35   | Surbiton                |
| 16 | Нап     | Изабелла Петтер | 27 июнь 2000 (24 лет)     | 105   | 15   | Surbiton                |
| 18 | Защ     | Джизель Энсли   | 31 март 1992 (32 лет)     | 221   | 59   | Surbiton                |
| 20 | Защ     | Холли Уэбб (К)  | 19 сентябрь 1990 (33 лет) | 264   | 20   | Wimbledon               |
| 21 | ПЗ      | Фиона Крэклс    | 11 февраль 2000 (24 лет)  | 87    | 3    | Wimbledon               |
| 23 | ПЗ      | Софи Гамильтон  | 28 февраль 2001 (23 лет)  | 71    | 7    | Surbiton                |
| 26 | ПЗ      | Лили Оусли      | 10 декабрь 1994 (29 лет)  | 235   | 79   | Hampstead & Westminster |
| 28 | ПЗ      | Флора Пил       | 19 сентябрь 1996 (27 лет) | 56    | 1    | Wimbledon               |
| 40 | Вр      | Мириам Притчард | 21 декабрь 1998 (25 лет)  | 13    | 0    | Holcombe                |

Групповой этап
| Поз | Команда        | И | В | Н | П | МЗ | МП | РМ  | О  | Квалификация   |
| --- | -------------- | - | - | - | - | -- | -- | --- | -- | -------------- |
| 1   | Австралия      | 5 | 4 | 1 | 0 | 15 | 5  | +10 | 13 | Четвертьфиналы |
| 2   | Аргентина      | 5 | 4 | 1 | 0 | 16 | 7  | +9  | 13 | Четвертьфиналы |
| 3   | Испания        | 5 | 2 | 1 | 2 | 6  | 7  | −1  | 7  | Четвертьфиналы |
| 4   | Великобритания | 5 | 2 | 0 | 3 | 8  | 12 | −4  | 6  | Четвертьфиналы |
| 5   | США            | 5 | 1 | 1 | 3 | 5  | 13 | −8  | 4  |                |
| 6   | ЮАР            | 5 | 0 | 0 | 5 | 4  | 10 | −6  | 0  |                |

| 28 июля 2024 13:15 | \| Великобритания \| 1:2 Отчет \| Испания \| \| Энсли 4' \| Голы \| Барриос 4' · Риера 9' \| | Ив дю Мануар (Коломб, Париж), поле 2 Судьи: Аннализ Рострон (ЮАР), Ли Сяоин (Китай) |
| Великобритания     | 1:2 Отчет                                                                                    | Испания                                                                             |
| Энсли 4'           | Голы                                                                                         | Барриос 4' · Риера 9'                                                               |

| 29 июля 2024 17:00 | \| Великобритания \| 0:4 Отчет \| Австралия \| | Ив дю Мануар (Коломб, Париж), поле 1 Судьи: Элисон Кио (Ирландия), Ирене Пресенки (Аргентина) |
| Великобритания     | 0:4 Отчет                                      | Австралия                                                                                     |

| 31 июля 2024 10:30 | \| ЮАР \| 1:2 Отчет \| Великобритания \| | Ив дю Мануар (Коломб, Париж), поле 2 Судьи: Эмбер Чёрч (Новая Зеландия), Куки Тан (Сингапур) |
| ЮАР                | 1:2 Отчет                                | Великобритания                                                                               |

| 1 августа 2024 17:00 | \| США \| 2:5 Отчет \| Великобритания \| | Ив дю Мануар (Коломб, Париж), поле 1 Судьи: Стив Роджерс (Австралия), Айянна Макклин (Тринидад и Тобаго) |
| США                  | 2:5 Отчет                                | Великобритания                                                                                           |

| 3 августа 2024 10:00 | \| Великобритания \| 0:3 Отчет \| Аргентина \| | Ив дю Мануар (Коломб, Париж), поле 1 Судьи: Лорен Дельфорж (Бельгия), Эми Ямада (Япония) |
| Великобритания       | 0:3 Отчет                                      | Аргентина                                                                                |

Четвертьфиналы
| 5 августа 2024 17:30        | \| Нидерланды \| 3:1 Отчет \| Великобритания \| \| Де Вард 1' · Фокке 30', 46' \| Голы \| Френч 20' \| | Ив дю Мануар (Коломб, Париж), поле 1 Судьи: Лю Ксяоин (Китай), Ирене Пресинки (Аргентина) |
| Нидерланды                  | 3:1 Отчет                                                                                              | Великобритания                                                                            |
| Де Вард 1' · Фокке 30', 46' | Голы                                                                                                   | Френч 20'                                                                                 |